# Benfica Lissabon
Sport Lisboa e Benfica – kurz SL Benfica, Benfica oder SLB – auch bekannt als Águias (portugiesisch für Adler), Os Encarnados (portugiesisch für die Scharlachroten) oder im deutschsprachigen Raum auch Benfica Lissabon genannt – ist ein Sportverein aus der portugiesischen Hauptstadt Lissabon.
Bekannt ist vor allem die Fußballmannschaft der Männer, die zu Anfang der 1960er Jahre zweimal den Europapokal der Landesmeister gewann (nebst acht verlorenen Europacupendspielen, siehe Guttmann-Fluch), und die neben dem FC Porto und dem Lokalrivalen Sporting Lissabon zu den drei Topclubs in Portugal gehört. Benfica ist mit 38 Meisterschaften Rekordmeister des Landes und mit 26 Titeln des Taça de Portugal und sieben Siegen in der Taça da Liga auch in diesen Wettbewerben Rekordsieger.
Der 1904 gegründete Verein hat unter anderem auch Abteilungen für Basketball, Volleyball, Handball, Triathlon (Sport Lisboa e Benfica) und Rugby, von denen einige ebenfalls zur Spitze in Portugal gehören.
Das Guinness-Buch der Rekorde führte den Verein im Jahr 2006 als den mit den meisten Mitgliedern der Welt. 2008 startete Benfica TV mit der ersten Pilotsendung. Am 26. Februar 2025 verkündet SL Benfica als erster Sportverein weltweit die Weltrekord-Marke von 400.000 Mitgliedern, einen Tag, bevor der FC Bayern München die Marke von 400.000 Mitgliedern als Premiere eines Sportvereins in Deutschland verkündete.

## Geschichte des Gesamtvereins
Im Jahr 1904 wurde der Verein Sport Lisboa in Belém gegründet. Am 1. Januar 1906 bestritt der Verein sein erstes Fußballspiel (1:0 gegen Campo de Ourique). Am 26. Juni 1906 wurde der Verein Grupo Sport Benfica gegründet. Im selben Jahr nahm ein Team des Vereins am 11. Juni zum ersten Mal an einem Radsport-Turnier teil. Am 2. Dezember folgte die erste Teilnahme an einem Leichtathletikturnier. Der Einweihung des Stadions „Campo da Feiteira“ im Jahr 1907 folgte eine größere Krise im Verein Sport Lisboa, welche dazu führte, dass viele Sportler zu Sporting Lissabon wechselten.
Am 13. September 1908 begann die Union zwischen Sport Lisboa und Grupo Sport Lisboa, die zu der Gründung des heutigen Sport Lisboa e Benfica führte. 1913 wurde das Stadion Sete Rios eröffnet und die Zeitung O Sport Lisboa gegründet. Im Jahr 1917 folgte die Eröffnung des Stadions Campo de Benfica. Im selben Jahr wurde die Abteilung Rollhockey gegründet.
Ab 1924 gab es eine Abteilung Rugby. Die Eröffnung des Stadions Campo das Amoreiras geschah im Jahr 1925. 1927 gründete man die Abteilung Basketball, es folgten 1932 die Abteilung Handball, 1938 die Abteilung Billard und 1939 die Abteilung Volleyball. Weitere Stadien wurden eröffnet, so 1941 das Estádio do Campo Grande und 1954 das Estádio da Luz. Im Jahr 2001 wurde die Abteilung Hallenfußball gegründet.
Aufgrund der „Operation Rote Karte“ der portugiesischen Justiz trat Luís Filipe Vieira offiziell am 15. Juli 2021 zurück. Rui Costa übernahm vorerst die Präsidentschaft des Vereines.
Im Januar 2025 gab Benfica eine Mitgliederzahl von 392.202 bekannt und übertraf damit den FC Bayern München, der einen Monat zuvor die bisherige Höchstmarke von 382.000 aufgestellt hatte. 

## Wappen und Symbolik

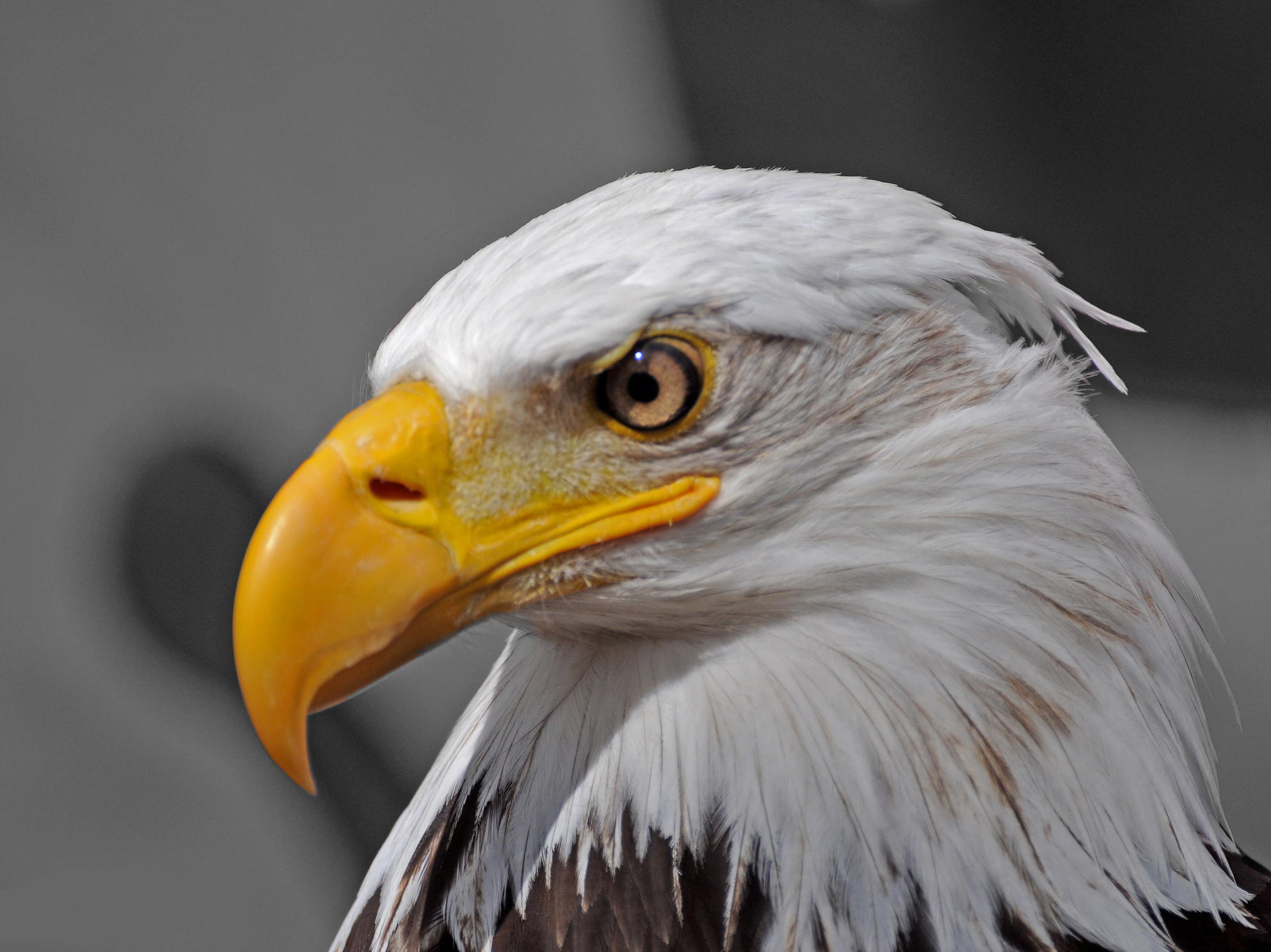
Der Adler Vitoria, das Vereinsmaskottchen Benficas

Das Wappen von SL Benfica zeigt einen gelben Adler, der auf einem Schild in den Vereinsfarben Rot und Weiß steht. Das Zentrum des Wappens ziert ein traditioneller Fußball, der von einem blauen Band überdeckt wird. Auf dem Band ist die Abkürzung des Vereinsnamens S.L.B. zu lesen. Des Weiteren ziert ein Band der Nationalfarben Portugals Grün und Rot das Wappen. Auf diesem ist der lateinische Schriftzug „E pluribus unum“ (zu Deutsch: Aus Vielen Eines) zu lesen.
Das Wappen änderte sich seit der Vereinsgründung im Jahr 1904 viele Male. Von 1904 bis 1908 hatten die Vereine von Grupo Sport Lisboa und Grupo Sport Benfica unterschiedliche Wappen. Erst mit der Fusionierung der Vereine und der Wappen im Jahre 1908 hatte Sport Lisboa e Benfica ein Wappen, das ähnlich dem heutigen war. Zu jener Zeit war der Schild noch etwas größer und der etwas anders aussehende Adler, der Ball sowie die beiden Schriftzüge waren farblos. Von 1930 bis 1999 bekamen der Adler, der Ball und die Schriftzüge ihre heutigen Farben. Der Schild wurde mit mehr Gelbanteilen ebenfalls farbiger, und der Adler veränderte leicht seine Form. Der lateinische Schriftzug stach erstmals aus dem Wappen heraus.
Mit dem Jahr 1999 und der darauf folgenden Jahrtausendwende bekam SL Benfica ein neues, das aktuelle Wappen. Der Adler auf dem neuen Wappen wurde größer und bekam mehr Farbe. Der lateinische Schriftzug dagegen wurde, wie auch der Schild, kleiner. Letzterem wurde die gelbe Farbe entnommen und stattdessen wurde er mit einem silbernen Rand versehen. Die Buchstaben S.L.B. auf dem mittlerweile breiteren Band wurden gelb.
Seit 2008 befinden sich über dem eigentlichen Wappen drei gelbe Sterne, die für jeweils zehn portugiesische Fußballmeisterschaften zählen. 2011 und 2012, also 50 Jahre nach den beiden Gewinnen des Europapokals der Landesmeister in den Jahren 1961 und 1962, trugen die Spieler Benficas ein Jubiläumswappen auf den Trikots. Dieses beinhaltete das aktuelle Wappen, wobei dieses fast komplett golden war. Einzig die Vereinsfarben Rot und Weiß waren im Schild vorhanden. Außerdem wurde das gesamte Wappen von einem runden Dreieck umgeben. Zwischen dem Dreieck und dem Adler befanden sich noch einer bzw. zwei goldene Sterne, die für die Europapokalsiege standen.

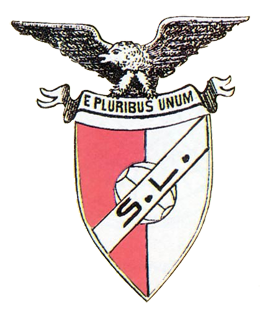
Grupo Sport Lisboa (1904–1908)
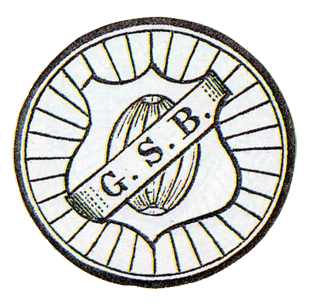
Grupo Sport Benfica (1906–1908)
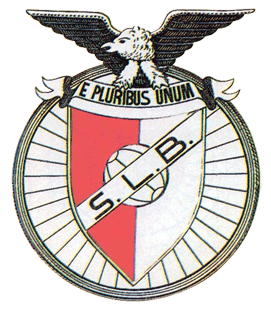
Sport Lisboa e Benfica (1908–1930)
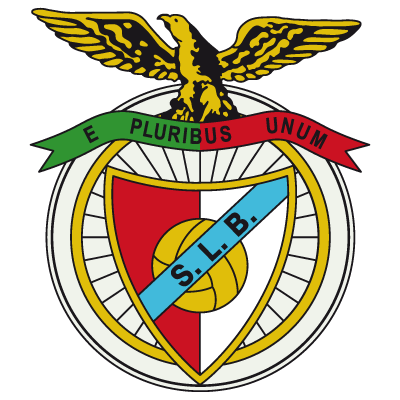
Sport Lisboa e Benfica (1930–1999)

Der Adler ist nicht nur auf dem Wappen ein Symbol. Auch das Maskottchen Benficas ist ein Adler. Anders als bei den meisten Vereinen ist der Adler mit dem Namen Vitoria (zu deutsch: Sieg) ein lebendes Tier. Dieser fliegt als Ritual vor dem Anpfiff bei den Heimspielen Benficas um das Stadion und landet auf einem hölzernen Schild des Vereinswappens und lässt dieses für einen kurzen Moment „lebendig“ erscheinen. Die Legende besagt, dass Benfica seine Heimspiele gewinnt, wenn der Adler zwei Runden um das Stadion fliegt. Setzt der Greifvogel hingegen schon nach der ersten Runde zur Landung an, so siegt das Gästeteam.

## Fußball
Benfica ist mit 38 Meisterschaften Rekordmeister des Landes und mit 26 Titeln des Taça de Portugal und sieben Siegen in der Taça da Liga auch in diesen Wettbewerben Rekordsieger.
Benfica gewann in der Saison 1949/50 das Coupe Latine, welches als regional begrenzter Vorläufer des Europapokal der Landesmeister angesehen wird. Außerdem siegte der Klub damals zweimal im Europapokal der Landesmeister (1961 und 1962 mit Eusébio in der Startelf). Der Verein erreichte weitere fünf Male das Finale (zuletzt 1990). Zudem erreichte er 1983 das Finale des UEFA-Pokals und zweimal das Finale der UEFA Europa League (zuletzt 2014) – allerdings unterlag man den jeweiligen Gegnern, was viele der Anhänger auf den sogenannten Guttmann-Fluch zurückführen.
Das wirtschaftliche Management der Profi-Fußballabteilung von Benfica Lissabon liegt in der Hand der börsennotierten, im Jahr 2000 durch die Benfica-Vereinsführung gegründeten Sport Lisboa e Benfica Futebol SAD.

### Geschichte

#### Die ersten Jahre
| SL Benfica in der Primeira Divisão |       |        |
| Saison                             | Platz | Punkte |
| 1934/35                            | 3/8   | 19     |
| 1935/36                            | 1/8   | 21     |
| 1936/37                            | 1/8   | 24     |
| 1937/38                            | 1/8   | 23     |
| 1938/39                            | 3/8   | 21     |
| 1939/40                            | 4/10  | 23     |
| 1940/41                            | 4/8   | 18     |
| 1941/42                            | 1/12  | 38     |
| 1942/43                            | 1/10  | 30     |
| 1943/44                            | 2/10  | 26     |
| 1944/45                            | 1/10  | 30     |
| 1945/46                            | 2/12  | 37     |
| 1946/47                            | 2/14  | 41     |
| 1947/48                            | 2/14  | 41     |
| 1948/49                            | 2/14  | 37     |
| 1949/50                            | 1/14  | 45     |

Am 28. Februar 1904 gründete eine Gruppe ehemaliger Schüler von der Real Casa Pia de Lisboa, einer als Folge des Erdbebens von 1755 gegründeten Institution für Waisenkinder in Lissabon (24 an der Zahl, darunter auch der bekannte Cosme Damião), den Sportclub Sport Lisboa (damals nur mit der Sektion Fußball). Noch am selben Tag wurde entschieden, dass die Farben des Clubs Rot und Weiß sein sollten, der Club einen Adler als Symbol und als Motto E pluribus unum haben sollte.
Gleich nach der Gründung hieß das provisorische Spielfeld Terrenos do Desembargador, allerdings nur für ein Jahr. Das erste eigentliche Fußballfeld des neuen Vereins war in Quinta da Feiteira. Da der Verein mit finanziellen Problemen belastet war, wechselten viele Spieler kurzerhand zu dem damals schon rivalisierenden Verein Sporting Clube de Portugal. Somit einigte sich der Fußballverein Sport Lisboa mit der Grupo Sport Benfica zu einer Vereinigung der beiden Clubs, woraus schließlich Sport Lisboa e Benfica oder kurz SL Benfica entstand.

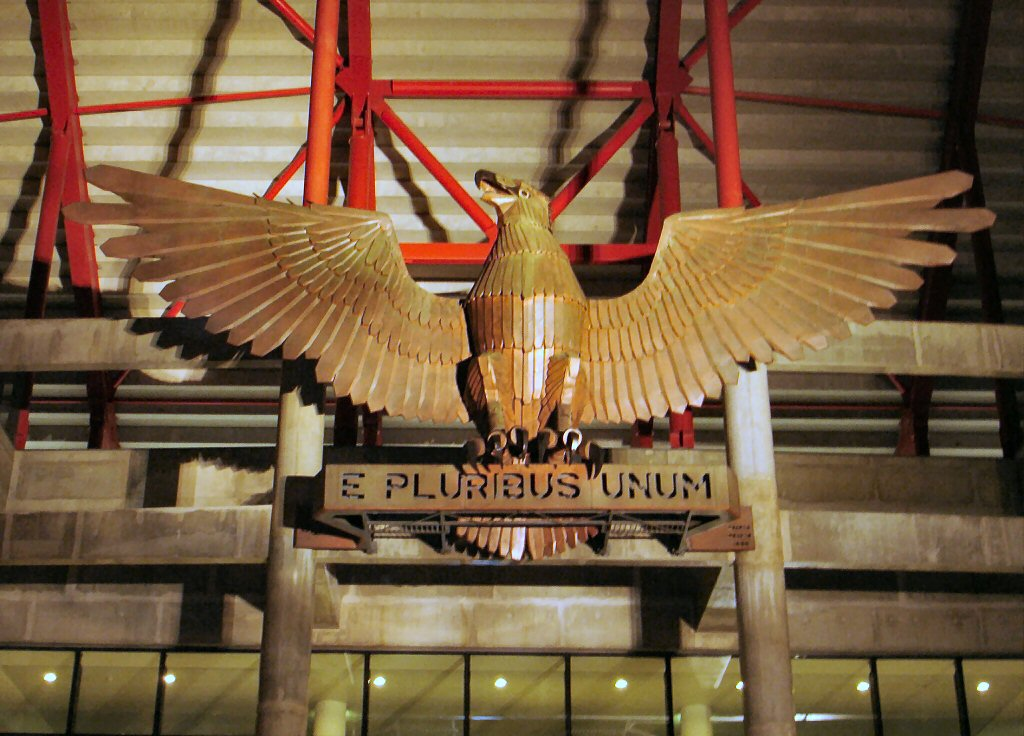
Der Adler als Symbol

Trotz des Zusammenschlusses der Clubs war SL Benfica immer noch nicht liquide. Deshalb spielte der Verein auch auf verschiedenen Fußballfeldern, bis sie 1913 in das Sete Rios einzogen. Doch die Miete für das Feld war für Benfica zu teuer. Daher spielte der Klub nach vier Jahren erneut auf einem neuen Feld, das Campo de Benfica getauft wurde. 1925 kaufte sich Benfica erstmals seit der Gründung des Vereins eigene Spielfelder in Amoreiras. Damit hatte der Hauptstadtklub zum ersten Mal in seiner Geschichte ein eigenes Stadion mit einer Kapazität von 15.000 Zuschauern. In diesem Stadion gewann Benfica die ersten nationalen Titel.

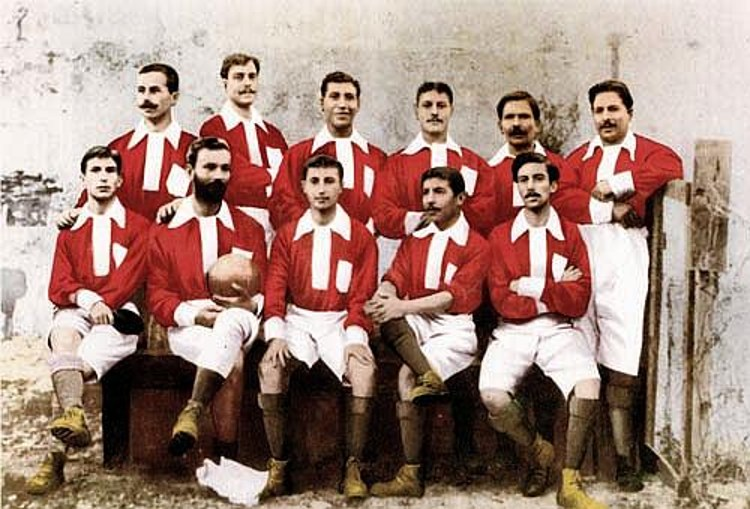
Benfica im Jahr 1904

Die ersten nationalen Meisterschaftsspiele starteten 1935. Nachdem Benfica die erste Meisterschaft nicht erringen konnte, gewann der Verein zwischen 1936 und 1939 drei Titel in Folge. 1940 siegte der Club aus der Hauptstadt zum ersten Mal im portugiesischen Pokalwettbewerb. Zu Beginn der nationalen Meisterschaften in Portugal traten nur acht Mannschaften an. Daher entwickelten sich schon sehr früh die „Großen Drei“ (SL Benfica, Sporting CP und FC Porto). Ein Jahr darauf wechselte Benfica das Stadion erneut. Diesmal ging es nach Campo Grande. Auf diesem Feld kämpfte Benfica gegen die Übermacht von Sporting an, die in den 1940er Jahren die portugiesische Liga dominierten. Die Adler schafften es zumindest dreimal Meister zu werden (1942, 1943 und 1945) und viermal Pokalsieger (1940, 1943, 1944 und 1948).
Sieben der ersten 16 Meistertitel bis zu den 1950er-Jahren hatte Benfica für sich verbuchen können und hatte bis dato somit fast die Hälfte der ausgetragenen Meisterschaften gewonnen. In den ersten Jahren landete die Benfica-Mannschaft nie auf einer schlechteren Position als dem vierten Platz.

#### Die 1950er Jahre
| SL Benfica in der Primeira Divisão |       |        |
| Saison                             | Platz | Punkte |
| 1950/51                            | 3/14  | 30     |
| 1951/52                            | 2/14  | 40     |
| 1952/53                            | 2/14  | 39     |
| 1953/54                            | 3/14  | 32     |
| 1954/55                            | 1/14  | 39     |
| 1955/56                            | 2/14  | 43     |
| 1956/57                            | 1/14  | 41     |
| 1957/58                            | 3/14  | 36     |
| 1958/59                            | 2/14  | 41     |
| 1959/60                            | 1/14  | 45     |

Die 1950er Jahre begannen etwas enttäuschend für Benfica. Es gab vier Jahre keine Meisterschaft für den Club aus der Hauptstadt. Dafür gewann er 1951, 1952, 1953 und 1955 den portugiesischen Pokal.
1950 setzte er sich im Taça Latina gegen Girondins Bordeaux durch. Das erste Spiel endete 3:3, wurde jedoch eine Woche später wiederholt. Im wiederholten Finale gewann Benfica schließlich 2:1. Somit ist Benfica die einzige portugiesische Mannschaft, die diesen Pokal errungen hat. Vier Jahre später wurde 1954 das neue Stadion namens Estádio da Luz mit einer Kapazität von 30.000 Zuschauern eröffnet.
Mit einem neuen Fußballstadion und der Ankunft von Trainer Otto Glória begann ein Aufschwung der Adler. Nachdem Sporting CP vier Meisterschaften in Folge gewonnen hatte, konnte sich 1954/55 wieder Benfica durchsetzen. 1957 gewannen die Hauptstädter sogar das „Double“ und nahmen zum ersten Mal am Europapokal der Landesmeister teil.

#### Die 1960er Jahre
| SL Benfica in der Primeira Divisão |       |        |
| Saison                             | Platz | Punkte |
| 1960/61                            | 1/14  | 46     |
| 1961/62                            | 3/14  | 36     |
| 1962/63                            | 1/14  | 48     |
| 1963/64                            | 1/14  | 46     |
| 1964/65                            | 1/14  | 43     |
| 1965/66                            | 2/14  | 41     |
| 1966/67                            | 1/14  | 43     |
| 1967/68                            | 1/14  | 41     |
| 1968/69                            | 1/14  | 39     |
| 1969/70                            | 2/14  | 38     |

Für das neue Jahrzehnt wurde dem Stadion ein dritter Rang hinzugefügt, anfangs noch nicht über das komplette Stadion. Somit wurde die Kapazität auf 80.000 Plätze aufgestockt. Zur gleichen Zeit kam ein Trainer von der rivalisierenden Mannschaft FC Porto, Béla Guttmann, der Benfica weiterhin erfolgreich trainierte.

Die Aufstellungen vom Finale von SL Benfica gegen FC Barcelona 1961

1959/60 und 1960/61 wurde der Klub wieder Meister, doch noch wichtiger als die Meisterschaft war der erste Sieg im Europapokal der Landesmeister gegen den FC Barcelona. In einem engen Finale schaffte das Team einen 3:2-Sieg und gewann seinen ersten Europapokal.
Im darauf folgenden Jahr wurde Benfica nur Dritter in der Liga, der Titel im Europapokal der Landesmeister wurde aber verteidigt. Im Finale wurde Real Madrid mit einem 5:3 bezwungen. In dieser Zeit war auch Eusébio schon nach Lissabon gekommen und traf im letztgenannten Finale sogar doppelt. Somit war Benfica zweimal hintereinander der Gewinner des Europapokals der Landesmeister.
Guttmann verließ Benfica wegen einer ihm verweigerten Erhöhung seines Trainergehaltes im Zorn. Er soll daraufhin den später sogenannten Guttmann-Fluch „In den nächsten 100 Jahren wird Benfica nie wieder einen Europacup gewinnen“ ausgestoßen haben, der bis 2019 nachwirkte.
Mit dem neuen Trainer Fernando Riera gewann Benfica 1962/63 wieder die Meisterschaft. Im gleichen Jahr wurde erneut das Finale des europäischen Pokals erreicht, das aber mit 1:2 gegen den AC Mailand ging.
In der nächsten Saison dominierte Benfica die portugiesische Liga. Der Hauptstadtklub gewann die Meisterschaft und den portugiesischen Pokal (6:2 im Finale gegen den FC Porto). In der Saison 1964/65 wurde die dritte Meisterschaft in Folge errungen, und zum vierten Mal in fünf Jahren zog man ins Finale des europäischen Pokals ein, das allerdings gegen Inter Mailand mit 0:1 verloren ging.
1965/66 war die einzige Saison in den 60er Jahren, in der Benfica keinen Titel erringen konnte. Dafür wurde Eusébio in derselben Saison als bester Spieler der Welt ausgezeichnet.
In der Saison 1967/68 gewann Benfica wieder die Meisterschaft und zog zum fünften Mal in acht Jahren in das Finale des Europapokal der Landesmeister ein. Dort musste es gegen Manchester United im Wembley-Stadion antreten. Durch ein Unentschieden musste man in die Verlängerung, in der Manchester United drei Tore erzielte und somit das Turnier für sich entscheiden konnte. In derselben Saison wurde Eusébio, der 42 Tore schoss, der erste Goldene Schuh verliehen.
In den anderen Abteilungen schaffte man im Rollhockey sowie im Basketball sechs Titel. Die Volta a Portugal konnte dreimal gewonnen werden.

#### Die 1970er Jahre
| SL Benfica in der Primeira Divisão |       |        |
| Saison                             | Platz | Punkte |
| 1970/71                            | 1/14  | 41     |
| 1971/72                            | 1/16  | 55     |
| 1972/73                            | 1/16  | 58     |
| 1973/74                            | 2/16  | 47     |
| 1974/75                            | 1/16  | 49     |
| 1975/76                            | 1/16  | 50     |
| 1976/77                            | 1/16  | 51     |
| 1977/78                            | 2/16  | 51     |
| 1978/79                            | 2/16  | 49     |
| 1979/80                            | 3/16  | 45     |

Nachdem in der Saison 1969/70 noch ein portugiesischer Pokal (3:1-Sieg gegen Sporting CP) die Sammlung vergrößert hatte, kam 1970 mit Jimmy Hagan ein englischer Trainer zu den Hauptstädtern, der Benfica in drei goldene Jahre führte. 1970/71 war Benfica schon weit zurück in der Tabelle gewesen, um sich durch einen fulminanten Endspurt in den letzten Spielen doch noch den Titel zu sichern. In der Saison danach holte der Verein sich den portugiesischen Pokal. Auch im Europapokal lief es recht erfolgreich. Dort wurde das Halbfinale erreicht, in dem Benfica gegen Ajax Amsterdam unterlag.
In der Saison 1972/73 schaffte Benfica es, der überlegenste Meister in der Geschichte der portugiesischen Liga zu werden. 28 Siege, zwei Unentschieden, keine Niederlage, 101 Tore und nur 13 Gegentore standen zu Buche. Benfica war damit der erste Meister in Portugal ohne Niederlage. Einen erheblichen Anteil an der Meisterschaft hatte Eusébio, der wie schon 1968 bester Torschütze Europas wurde und zum zweiten Mal den Goldenen Schuh gewann.
Trotz allem verließ Jimmy Hagan Lissabon am Anfang der nächsten Saison. 1973/74 konnte kein Titel gewonnen werden. Im April 1974 begann die Nelkenrevolution in Portugal und Benfica war in einer schwierigen Lage. Zum ersten Mal in der Vereinsgeschichte mussten gute Spieler ins Ausland verkauft werden. Trotz allem gewann Benfica zwischen 1975 und 1977 dreimal in Folge die portugiesische Meisterschaft. In 18 Jahren war damit 14-mal der Meistertitel errungen worden.
Wegen der unbefriedigenden Resultate in den folgenden Jahren entschieden die Mitglieder, dass Benfica künftig ausländische Spieler kaufen durfte. So gewann Benfica 1979/80 den portugiesischen Pokal durch ein Tor des Brasilianers César.
Währenddessen wurden die Abteilungen Schwimmen und Volleyball eingeführt. Im Volleyball gewann Benfica dann auch von 1970 bis 1975 fünf Titel.

#### Die 1980er Jahre
| SL Benfica in der Primeira Divisão |       |        |
| Saison                             | Platz | Punkte |
| 1980/81                            | 1/16  | 50     |
| 1981/82                            | 2/16  | 44     |
| 1982/83                            | 1/16  | 51     |
| 1983/84                            | 1/16  | 52     |
| 1984/85                            | 3/16  | 43     |
| 1985/86                            | 2/16  | 47     |
| 1986/87                            | 1/16  | 49     |
| 1987/88                            | 2/20  | 51     |
| 1988/89                            | 1/20  | 63     |
| 1989/90                            | 2/18  | 55     |

Der Rekordmeister eröffnete die 1980er Jahre mit einem Sieg in allen portugiesischen Wettbewerben: Meisterschaft, portugiesischer Pokal und Supertaça Cândido de Oliveira, die zum ersten Mal in der Geschichte der Mannschaft gewonnen werden konnte.
Nur eine Saison später gewann Benfica allerdings keinen Titel mehr, ein neuer Trainer wurde gesucht. Aus Schweden kam schließlich der junge Coach Sven-Göran Eriksson. Mit neuen Trainingsmethoden für die nächste Saison und mit neuer Motivation für viele Spieler gelang Benfica wieder eine goldene Saison. Die Meisterschaft und der portugiesische Pokal (1:0 gegen den FC Porto) wurden gewonnen, und außerdem erreichte der Klub das Finale des UEFA-Pokals, wo er gegen den RSC Anderlecht 1:2 verlor.
In der nächsten Saison gewann Benfica erneut die Meisterschaft und Eriksson wechselte zum AS Rom. Die zwei folgenden Jahre 1984/85 sowie 1985/86 blieben titellos für Benfica. Doch immerhin konnte in beiden Jahren der portugiesische Pokal und einmal die Supertaça gewonnen werden. In der Zeit wurde auch der Bau des dritten Ranges im Estádio da Luz abgeschlossen und somit erreichte das Stadion eine Gesamtkapazität von 120.000 Plätzen.
1986/87 kassierte Benfica die höchste Niederlage in der Vereinsgeschichte gegen Sporting CP (1:7), aber revanchierte sich einige Monate später mit einem 2:1 im Finale des portugiesischen Pokals. Damit wurde zum neunten Mal das „Double“ erreicht.
1987/88 schafften die Adler es nicht, die Meisterschaft zu holen, glänzten aber wieder in Europa und erreichten nach 20 Jahren wieder das Finale des Europapokal der Landesmeister. In einem großen Spiel verlor das Team allerdings im Elfmeterschießen gegen die PSV Eindhoven.
Im nachfolgenden Jahr wurde erneut die Meisterschaft und 1989/90 mit Eriksson, der zu Benfica zurückgekehrt war, der Supertaça gewonnen und erneut das Finale des Europapokals der Landesmeister erreicht. Doch wieder verlor Benfica das Endspiel, diesmal mit 0:1 gegen den AC Mailand.

#### Die 1990er Jahre
| SL Benfica in der Primeira Divisão |       |        |
| Saison                             | Platz | Punkte |
| 1990/91                            | 1/20  | 69     |
| 1991/92                            | 2/18  | 46     |
| 1992/93                            | 2/18  | 52     |
| 1993/94                            | 1/18  | 54     |
| 1994/95                            | 3/18  | 49     |
| 1995/96                            | 2/18  | 73     |
| 1996/97                            | 3/18  | 58     |
| 1997/98                            | 2/18  | 68     |
| 1998/99                            | 3/18  | 65     |
| 1999/00                            | 3/18  | 69     |

Das neue Jahrzehnt begann mit einer fast perfekten Saison in der Liga (32 Siege, 5 Unentschieden, eine Niederlage). Dafür gewann Benfica ein Jahr später nicht einen einzigen Titel.
In der nächsten Saison hatte Benfica eine Mannschaft mit vielen jungen Talenten. Doch den Meistertitel erreichte es trotzdem nicht. Im portugiesischen Pokal dagegen lief es besser und im Finale siegte Benfica mit 5:2-Sieg gegen Boavista Porto. Im nächsten Jahr erreichte Benfica den 30. Titel in der Geschichte des Klubs mit einem 6:3-Sieg gegen Sporting CP.
Dennoch begann eine schwere Zeit für den Verein. Durch Misswirtschaft geriet der Club aus Lissabon in eine Finanzkrise und in ein sportliches Tief.
1994/95 erreichte Benfica nur den dritten Platz in der Meisterschaft und 1995/96 landeten die Adler nur auf dem zweiten Platz. Den portugiesischen Pokal konnten sie aber in einem Finalspiel gegen Sporting für sich entscheiden, in dem Benfica mit 3:1 die Oberhand behielt.
In der nächsten Saison erreichten die Adler wieder nur den dritten Platz in der Liga und verloren das Pokalfinale mit 2:3 gegen Boavista.
Auch die folgenden Jahre blieben titellos: Zweiter Platz in der Saison 1997/98, Dritter 1998/99 und wieder der dritte Rang in der Saison 1999/2000. In dieser Spielzeit erlitt der Rekordmeister die höchste Niederlage in einem europäischen Wettbewerb mit einem 0:7 gegen Celta de Vigo.
In den anderen Abteilungen war es vor allem im Basketball eine goldene Zeit. Zwischen 1985 und 1995 erreichte Benfica zehn von elf möglichen Titeln und im Rollhockey wurden fünf Meistertitel errungen.

#### Das neue Jahrtausend
| SL Benfica in der Primeira Liga |       |        |
| Saison                          | Platz | Punkte |
| 2000/01                         | 6/18  | 54     |
| 2001/02                         | 4/18  | 63     |
| 2002/03                         | 2/18  | 75     |
| 2003/04                         | 2/18  | 74     |
| 2004/05                         | 1/18  | 65     |
| 2005/06                         | 3/16  | 67     |
| 2006/07                         | 3/16  | 67     |
| 2007/08                         | 4/16  | 52     |
| 2008/09                         | 3/16  | 59     |
| 2009/10                         | 1/16  | 76     |

Das neue Jahrtausend begann 2000/01 mit einem sechsten Platz in der Meisterschaft, dem schlechtesten Ergebnis der Vereinsgeschichte. 2001/02 war der Klub nur unwesentlich besser und erreichte den vierten Rang.
2002/03 errang Benfica wieder den Vizemeistertitel, ebenso wie 2003/04. In dieser Spielzeit konnten die Adler wieder einen Pokal gewinnen. Im Finale gegen den FC Porto war Benfica siegreich. In dieser Saison wurde auch das neue Estádio da Luz mit einer Kapazität von 65.000 Plätzen eröffnet. In dieser Saison verstarb der ungarische Spieler Miklós Fehér, der einen Herzinfarkt während eines Spiels erlitten hatte. Seine Rückennummer 29 soll aus Respekt vor Fehér bei Benfica nicht wieder vergeben werden.

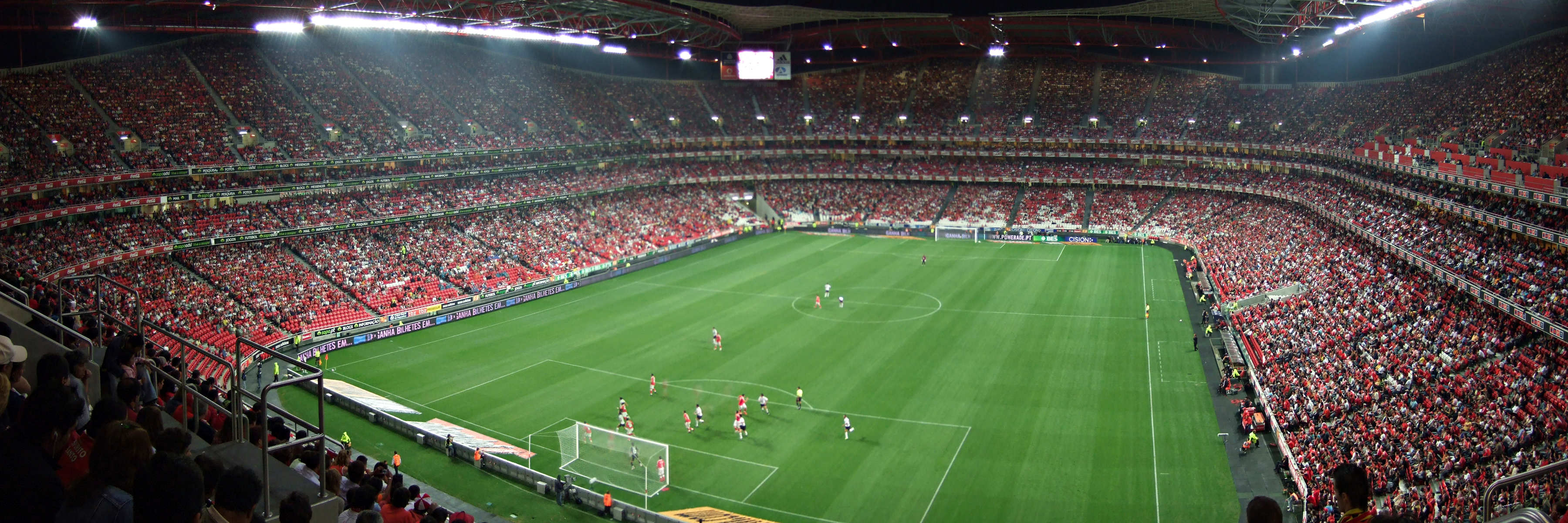
Das neue Stadion bietet Platz für 67.000 Zuschauer

2004/05 schaffte Benfica es mit Hilfe des Trainers Giovanni Trapattoni, nach elf Jahren den Meistertitel wieder zu gewinnen. Es war der 31. Titel in der Geschichte Benficas.
Ein Jahr später konnte man nur die Supertaça Cândido de Oliveira gewinnen.
Zur Saison 2007/08 wechselte Kapitän Simão zu Atlético Madrid. Der Stürmer Fabrizio Miccoli kehrte nach einer zweijährigen Leihe zurück zu Juventus Turin. Als Ersatz verpflichtete Benfica Óscar Cardozo. Mit nur 52 Punkten war dies die schlechteste Saison der vergangenen Dekade. Auch im neu eingeführten Ligapokal, der Taça da Liga, erreichte man nur das Viertelfinale, wo man sich dann dem späteren Titelgewinner Vitória Setúbal geschlagen geben musste. Im Pokal dagegen erreichte man das Halbfinale, wo Sporting CP mit 3:5 siegte. Nach einem dritten Platz in der Champions League Gruppenphase, rutschte Benfica in den UEFA Cup, wo man im Achtelfinale dem spanischen Vertreter FC Getafe unterlag. Rui Costa, ein Spieler der goldenen Generation, beendete am letzten Spieltag im Alter von 36 Jahren beim 3:0-Sieg über Vitória Setúbal seine Karriere. Nach dem Spiel, in dem er das 1:0 vorbereitete, zelebrierten alle anwesenden Fans und Vereinsmitglieder sein Karriereende. Im Parallelspiel vom FC Porto beendete mit Vítor Baía ebenfalls ein Spieler der goldenen Generation seine Profikarriere.
Zur Saison 2008/09 bekam Benfica mit Quique Sánchez Flores einen neuen Trainer und Rui Costa, welcher seine Karriere eine Saison zuvor beendet hatte, wurde zum Sportdirektor ernannt. In der Liga belegte man Platz drei und konnte sich für den neu eingeführten UEFA-Europa-League-Wettbewerb qualifizieren. Auch im Pokal schied man bereits in der fünften Runde gegen Leixões SC aus. Einzig der Ligapokal, der zum zweiten Mal ausgetragen wurde, konnte mit einem Sieg über den Erzrivalen Sporting CP gewonnen werden. Im UEFA-Pokal erreichte man die Gruppenphase, die Benfica dann auf dem letzten Platz beendete und ausschied. David Suazo, der von Inter Mailand ausgeliehen war, erzielte am 2. November 2008 gegen Guimaraes das 5000. Ligator in der Geschichte des Vereins.

#### Die Ära Jorge Jesus (2009 bis 2015)

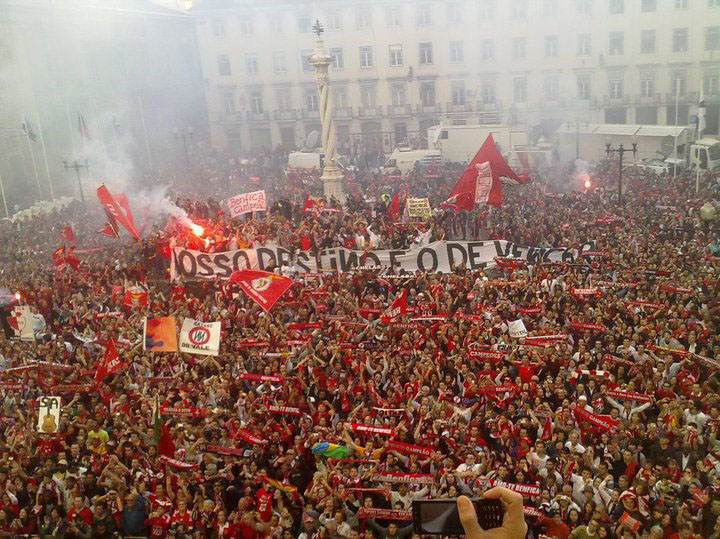
Der Rathausplatz nach dem Gewinn der Meisterschaft 2010

Nach der Saison wurde Flores aufgrund der schlechten Resultate wieder entlassen und an dessen Stelle trat Jorge Jesus. Mit dem neuen Trainer wurde Benfica nach fünf Jahren wieder portugiesischer Meister. Außerdem gewann die Mannschaft den Ligapokal und stieß bis ins Viertelfinale der Europa League vor. In der Europa League wurde Óscar Cardozo mit neun Toren Torschützenkönig.
| SL Benfica in der Primeira Liga |       |        |
| Saison                          | Platz | Punkte |
| 2010/11                         | 2/16  | 63     |
| 2011/12                         | 2/16  | 69     |
| 2012/13                         | 2/16  | 77     |
| 2013/14                         | 1/16  | 74     |
| 2014/15                         | 1/18  | 85     |

Für 36 Millionen Euro wechselte vor der Saison 2010/11 Ángel Di María zu Real Madrid, womit er den Liga-Transferrekord von Anderson überbot. Ramires wechselte wie Quim, der in sechs Jahren 144 Ligaspiele für Benfica bestritten hatte, ebenfalls den Verein. Am zehnten Spieltag verlor Benfica mit 0:5 gegen den FC Porto, was die bis dato höchste Liga-Niederlage gegen die Drachen war. Im Januar wechselte David Luiz im Tausch gegen 30 Millionen Euro und Nemanja Matić zu Chelsea. In der Europa League schied Benfica im Halbfinale gegen den Ligakonkurrenten Sporting Braga aus.
Zur Saison 2011/12 wurde Artur Moraes als Stammtorhüter verpflichtet. Fábio Coentrão wechselte zu Real Madrid. Des Weiteren verließen mit José Moreira und Nuno Gomes gleich zwei Veteranen den Verein. Luisão, bis dato Vize-Kapitän, wurde in seinem siebten Jahr bei Benfica zum Kapitän ernannt, während Maxi Pereira Vize-Kapitän wurde. Zur Rückrunde wurde mit dem Vereinslosen Yannick Djaló erstmals ein Spieler verpflichtet, der innerhalb einer Saison sowohl für Benfica als auch für den Lokalrivalen Sporting CP spielte. In der Champions League scheiterte Benfica im Viertelfinale am FC Chelsea. Der Ligapokalgewinn in dieser Saison war der vierte in Folge.
Mit den Verpflichtungen von Ola John und Eduardo Salvio wurde für die Spielzeit 2012/13 die mangelnde Breite im Kader kompensiert. Aber auch Spieler wie Javier Saviola, Javi García und Axel Witsel verließen den Verein. Letzterer war mit einer eingenommenen Ablöse in Höhe von 40 Mio. Euro der teuerste Spielerverkauf in der Geschichte Benficas. Am 26. Oktober 2012 verteidigte Luís Filipe Vieira mit 83,02 % der Stimmen sein Amt als Vereinspräsident gegen Rui Rangel (13,83 % der Stimmen). Mit 22.676 Wahlbeteiligten war dies die höchste Wahlbeteiligung in der Vereinsgeschichte. In der UEFA Europa League unterlag Benfica im Finale dem FC Chelsea. Nur drei Tage zuvor, am vorletzten Liga-Spieltag, verlor Benfica sein erstes Ligaspiel der Saison gegen den Rivalen FC Porto, der ebenfalls in der Nachspielzeit den 1:2-Siegtreffer erzielte. Dadurch holte sich der FC Porto schließlich auch die Meisterschaft. Mit einer 1:2-Niederlage gegen Vitória Guimarães im Finale des Pokals verabschiedete sich Benfica dann titellos aus der Saison.

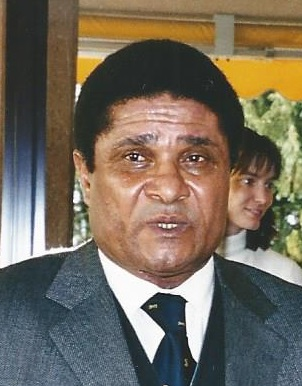
Am 5. Januar 2014 starb die Vereinslegende Eusébio an Herzversagen

Mit der titellosen Saison wurden die Stimmen gegen Trainer Jorge Jesus lauter. Dennoch sprach sich der Vereinspräsident für den Trainer aus. Zum Saisonbeginn derer verließ Pablo Aimar nach fünf Jahren den Verein. In seiner Zeit bei Benfica bestritt er wettbewerbsübergreifend 179 Spiele (17 Tore). Mit Filip Đuričić, Miralem Sulejmani und Lazar Marković wurden drei serbische Offensivkräfte verpflichtet. Am 5. Januar 2014 starb Benficas Legende und Nationalheld Eusébio in Lissabon mit 71 Jahren an Herzversagen. Daraufhin rief die portugiesische Regierung eine dreitägige Staatstrauer aus. Einen Tag später kamen 10.000 Menschen ins Estádio da Luz um Eusébio, der im Sarg ein letztes Mal ums Stadion geführt wurde, zu ehren.
Beim FIFA Ballon d’Or wurde Nemanja Matics Tor gegen den FC Porto aus dem Jahr 2013 mit 30,8 % der Stimmen auf Platz 2 um den FIFA-Puskás-Preis gewählt. Damit war erstmals seit der Einführung des Preises im Jahr 2009 ein Spieler eines portugiesischen Teams nominiert. Im Januar 2014 wechselte Nemanja Matić zurück zum FC Chelsea. Zwei Wochen später verkaufte Benfica die Transferrechte von Rodrigo und André Gomes für 45 Mio. Euro an den Spielerfond Meriton Capital Limited. Im Februar 2014 bestritt Luisão sein 400. Spiel für Benfica. Benfica sicherte sich in der Saison die 33. Meisterschaft. In den beiden nationalen Pokalwettbewerben schlug man jeweils im Finale den Rio Ave FC und sicherte sich damit das nationale Triple. Wie im Jahr zuvor erreichte Benfica auch 2014 das Finale der Europa League, unterlag jedoch dem Gegner FC Sevilla im Elfmeterschießen.
Zur Saison 2014/15 verließen einige Stammspieler den Verein. Unter anderem Ezequiel Garay, Lazar Marković, Jan Oblak, André Gomes, Rodrigo und Óscar Cardozo. Letzterer verließ nach sieben Jahren den Verein und erzielte in 293 Spielen 172 Tore und ist der beste ausländische- und zugleich neuntbeste Torschütze in der Vereinsgeschichte. Im Januar 2015 verließ Enzo Pérez ebenfalls den Verein. Benfica sicherte sich in der Saison die 34. Meisterschaft. Der Vertrag von Trainer Jorge Jesus lief am Saisonende aus. Der Portugiese unterschrieb anschließend beim Lokalrivalen Sporting. Damit ist er nach Arthur John (1931) der zweite Trainer in der Historie, der direkt von Benfica zu Sporting wechselte.

#### Gegenwart (seit 2015)
| SL Benfica in der Primeira Liga |       |        |
| Saison                          | Platz | Punkte |
| 2015/16                         | 1/18  | 88     |
| 2016/17                         | 1/18  | 82     |
| 2017/18                         | 2/16  | 81     |
| 2018/19                         | 1/18  | 87     |
| 2019/20                         | 2/18  | 77     |
| 2020/21                         | 3/18  | 76     |
| 2021/22                         | 3/18  | 74     |
| 2022/23                         | 1/18  | 87     |
| 2023/24                         | 2/18  | 80     |
| 2024/25                         | 2/18  | 80     |

Zur Saison 2015/16 heuerte man als neuen Trainer Rui Vitória an, der zuvor den Ligakonkurrenten Vitória Guimarães trainierte. Sein Einstand gelang erstmal nicht, da Benfica im Supercup das Stadtderby gegen Sporting CP mit 0:1 verlor. Die Adler sicherten sich in der Champions-League-Gruppe C den zweiten Platz hinter Atlético Madrid und vor Galatasaray sowie dem Überraschungsteilnehmer FK Astana. Im Achtelfinale gewann man beide Spiele gegen Zenit St. Petersburg mit 1:0 und 2:1, scheiterte aber mit 0:1 und 2:2 am FC Bayern München. Benfica ergatterte das nationale Double aus Meisterschaft und Ligapokal. Es war mittlerweile der 35. Meistertitel, den Ligapokal gewann man bis heute zum letzten Mal.
Der Einstieg in die Saison 2016/17 gelang mit einem 3:0 im Supercup gegen Sporting Braga perfekt. In der Champions League hatte man in einer Gruppe mit der SSC Neapel, Beşiktaş und Dynamo Kiew ordentlich zu kämpfen. Der zweite Platz gelang knapp, jedoch nur mit zwei Siegen aus allen sechs Gruppenspielen. Im Achtelfinal-Hinspiel besiegte man Borussia Dortmund mit 1:0, im Rückspiel setzte es aber eine herbe 0:4-Klatsche. Auf nationaler Ebene errang Benfica erneut ein Double, diesmal bestehend aus der vierten Meisterschaft in Folge und dem 29. Pokaltitel, was dem bislang letzten des Vereins entspricht.
Auch in der Saison 2017/18 gewann Benfica den Supercup. Diesmal brauchte es einen 3:1-Erfolg gegen Vitória Guimarães. In der Champions League ging man dagegen völlig unter. Gegen Manchester United, den FC Basel und ZSKA Moskau verlor der portugiesische Rekordmeister alle sechs Gruppenspiele. Dies war dem Verein noch nie zuvor in diesem Wettbewerb passiert. Noch im selben Monat (Dezember 2017) verspielte Benfica auch die beiden Pokalwettbewerbe. Schlussendlich endete die Saison sogar ohne die Meisterschaft, die an den FC Porto ging. Als Vizemeister durfte Benfica aber an der Qualifikation zur UEFA Champions League 2018/19 teilnehmen. Gegen Fenerbahçe und PAOK Thessaloniki gab es jeweils einen Sieg und ein Remis. Benfica geriet dabei in eine „Hammergruppe“ mit dem FC Bayern München, Ajax Amsterdam und AEK Athen. Als Drittplatzierter vor den Griechen spielte Benfica in der Europa League weiter, wo man im Sechzehntelfinale auf Galatasaray traf. Im Hinspiel siegte man 2:1 in Istanbul, anschließend gab es ein 0:0 in Lissabon. Im Achtelfinale ging es gegen die Überraschungsmannschaft Dinamo Zagreb weiter. Und sie überraschte erneut, als Benfica im Hinspiel 0:1 verlor. Das Rückspiel konnten die Portugiesen aber mit 3:0 problemlos für sich entscheiden. Im Viertelfinale schied man jedoch gegen die Eintracht Frankfurt aus. Zwar siegte man im Hinspiel mit 4:2, jedoch reichte den Frankfurtern ein 2:0, um dank der Auswärtstorregel an den Portugiesen vorbeizuziehen. Zum Start ins Jahr 2019 wurde Rui Vitória nach einer 0:2-Niederlage gegen Portimonense entlassen. Für ihn übernahm Bruno Lage, der zuvor die B-Mannschaft trainierte. Benfica konnte mit einer Siegesreihe in den letzten neun Ligaspielen noch am FC Porto vorbeiziehen und sich damit den 37. Meistertitel sichern.
In die Saison 2019/20 startete man mit einem 5:0-Kantersieg gegen den Stadtrivalen Sporting CP und sicherte sich so den achten Sieg im Supercup. In die Champions League startete man denkbar schlecht, da man drei der ersten vier Gruppenspiele verlor. Schlussendlich platzierte man sich hinter RB Leipzig sowie Olympique Lyon und vor Zenit St. Petersburg auf Platz 3 und spielte in der Europa League weiter. Jedoch kam es dort im Sechzehntelfinale zum überraschenden Aus gegen Schachtar Donezk. Das Hinspiel verlor man mit 1:2, im Rückspiel gab man eine 3:1-Führung aus der Hand und schied schlussendlich mit 3:3 aus. Sowohl in der Liga als auch im Pokal verlor man beide Titel an den FC Porto.
Ende Juni 2020 wurde Bruno Lage seines Amtes als Cheftrainer enthoben, da sein Vertrag nicht verlängert wurde. Die Saison war aber aufgrund der Verschiebungen durch die COVID-19-Pandemie noch nicht beendet. Bis Saisonende übernahm daher Interimstrainer Nelson Verissimo, anschließend stellte man Jorge Jesus zum zweiten Mal als Cheftrainer ein. Unter ihm verpasste man jedoch die Qualifikation zur Champions League. Aufgrund der Pandemie gab es nämlich nur ein Spiel gegen PAOK Thessaloniki. Da dieses mit 1:2 verloren ging, musste Benfica in der Europa League spielen. Dort traf man auf die Glasgow Rangers, Standard Lüttich und Lech Posen. Benfica erreichte Platz 2 hinter den Rangers und trat im Sechzehntelfinale gegen den FC Arsenal an. Nach einem 1:1 im Hinspiel verlor man in London mit 2:3 und war ausgeschieden. Der auf Dezember verschobene Supercup ging mit einem 0:2 gegen den FC Porto verloren. Weiters ließ man sich sowohl im Ligapokal (1:2) als auch im Finale des normalen Pokals (0:2) von Sporting Braga schlagen. Noch dazu verendete man in der Liga auf einem schwachen dritten Platz, den man zuletzt 2009 erreichte. Weiters handelte es sich um die erste Saison seit dreizehn Jahren, die für Benfica titellos endete.
Der Start in die Saison 2021/22 verlief dafür etwas besser. Trotz Platz 3 in der Liga durfte Benfica an den Qualifikationsspielen zur Champions League teilnehmen. Diese konnte man gegen Spartak Moskau und die PSV Eindhoven jeweils für sich entscheiden. In einer schwierigen Gruppe mit dem FC Bayern München, dem FC Barcelona und Dynamo Kiew glückte Benfica der zweite Platz. Nach einer schweren 0:3-Derbyklatsche in einem Pokalspiel gegen den FC Porto musste Jorge Jesus wieder gehen. Bis zum Saisonende übernahm erneut Nelson Verissimo interimistisch. In der Champions League konnte man ins Viertelfinale vorstoßen, nachdem man gegen Ajax Amsterdam 2:2 und 1:0 gespielt hatte. Jedoch scheiterte man im Anschluss mit 1:3 und 3:3 am FC Liverpool. Benfica tat sich in dieser Spielzeit insbesondere mit den beiden Rivalen Porto und Sporting schwer, was sich auch an den Platzierungen in der Liga widerspiegelte. Die Adler standen dabei erneut hinter den beiden auf dem dritten Platz.
Zur Saison 2022/23 fand der Verein in Roger Schmidt seinen neuen Cheftrainer. Mit ihm glückte die erneute Qualifikation zur Champions League mit deutlichen Siegen über den FC Midtjylland (gesamt 7:2) und Dynamo Kiew (gesamt 5:0). Benfica blieb in der Gruppenphase gegen Paris Saint-Germain, Juventus Turin und Maccabi Haifa ungeschlagen. Zusammen mit den Parisern hatte man sowohl die gleiche Punktzahl als auch die gleiche Tordifferenz. Jedoch wurde man aufgrund der höheren Anzahl der in Auswärtsspielen erzielten Tore Gruppensieger. Im Achtelfinale ging es gegen das Überraschungsteam FC Brügge, das man mit 2:0 und 5:1 deutlich überwinden konnte. Der spätere Finalist Inter Mailand konnte im Viertelfinale jedoch nicht bezwungen werden. Auf eine 0:2-Heimniederlage folgte ein 3:3 im San Siro. Erstmals nach vier Jahren wurde Benfica portugiesischer Meister. Nach drei titellosen Jahren ist es der 38. Meistertitel des Vereins.

Zum Start in die Saison 2023/24 besiegte man den FC Porto im Supercup mit 2:0. In einer augenscheinlich einfachen Champions-League-Gruppe mit Real Sociedad, Inter Mailand und dem FC Red Bull Salzburg verlor Benfica die ersten vier Spiele allesamt. Zu diesem Zeitpunkt stand bereits fest, dass sowohl La Real als auch Inter fix ins Achtelfinale aufsteigen. Anschließend sammelte Benfica noch vier Punkte in den letzten beiden Spielen und sicherte sich damit als Drittplatzierter die weitere Teilnahme an der Europa League. Dort setzte man sich im Sechzehntelfinale mit 2:1 und 0:0 gegen das Überraschungsteam FC Toulouse durch. Anschließend kam man im Achtelfinale mit 2:2 und 1:0 gegen die Glasgow Rangers weiter. Das Viertelfinal-Hinspiel gegen Olympique Marseille gewann man mit 2:1, verlor jedoch im Orange Velodromé mit 0:1. Schlussendlich unterlag man den Marseillais im Elfmeterschießen. Auf nationalem Niveau blieb man, mit Ausnahme des Supercups, jedoch wieder ohne Titel. Benfica wurde Vizemeister, darf aber dennoch in der UEFA Champions League 2024/25 mitspielen.

### Historische Daten
- 1904 – Gründung des Vereins Sport Lisboa in Belém.
- 1905 – Erstes Spiel am 1. Januar gegen Campo de Ourique (1:0).
- 1906 – Gründung des Vereins Grupo Sport Benfica. am 26. Juni. Am 11. Juni wird zum ersten Mal an einem Radsport-Turnier teilgenommen. Am 2. Dezember folgt die erste Teilnahme an einem Leichtathletikturnier.
- 1907 – Einweihung des Stadions „Campo da Feiteira“. Am 10. Februar folgt der erste Sieg gegen Carcavelos Club, die seit 1898 unbesiegbar waren. Erste größere Krise im Verein Sport Lisboa, welche dazu führt, dass viele Sportler zu Sporting Lissabon wechseln. Erstes Spiel gegen Visconde de Alvalade am 1. Dezember (1:2).
- 1908 – Am 13. September beginnt die Union zwischen Sport Lisboa. und Grupo Sport Lisboa. die zu der Gründung von dem heutigen Sport Lisboa e Benfica. führten. Am 25. Oktober gelingt der erste Sieg gegen Sporting (2:0).
- 1910 – Campeonato de Lisboa wird in allen drei Gruppen gewonnen.
- 1911 – Erstes Spiel gegen eine ausländische Mannschaft, Stade Bordelais (2:4).
- 1912 – Am 1. April erreichte man den ersten Sieg gegen eine ausländische Mannschaft (6:1). Am 28. April folgt das erste Spiel und der erste Sieg gegen den FC Porto (8:2). Im Juni wurde die erste Auslandsreise organisiert in Spanien: Gespielt wurden drei Spiele gegen den Deportivo La Coruña, wobei im zweiten Spiel der erste Sieg gelang.
- 1913 – Eröffnung des Stadions Sete Rios. Die Zeitung O Sport Lisboa wurde gegründet.
- 1917 – Eröffnung des Stadions Campo de Benfica.
- 1918 – Zweite Krise der Mannschaft: Der Spieler Alberto Rio wurde suspendiert; am 7. Juli unterschrieb er für Sporting.
- 1919 – In der Mannschaft gab es einen größeren Konflikt mit dem Spieler Carlos Sobral.
- 1920 – Erstes offizielles Spiel gegen Belenenses Lissabon am 1. Januar (1:2). Wegen der Gründung der Mannschaft Casa Pia Atlético Clube verließen einige Spieler die Mannschaft. Am 3. Oktober wurde das erste Spiel gegen Casa Pia (1:2) ausgetragen.
- 1925 – Eröffnung des Stadions Campo das Amoreiras.
- 1930 – Erster Meisterschaftssieg von Sport Lisboa e Benfica.

Vereinslogo in den 1960er Jahren

- 1940 – Der portugiesische Fußballpokal wurde zum ersten Mal gewonnen.
- 1941 – Eröffnung des Stadions Estádio do Campo Grande.
- 1950 – Gewinn des Coupe Latine (Taça Latina). Die ersten Spiele außerhalb Europas wurden gespielt.
- 1954 – Eröffnung des Estádio da Luz.
- 1960 – Die portugiesische Meisterschaft wurde zum zehnten Mal gewonnen. Der dritte Rang im Stadion wurde eröffnet.
- 1961 – Der erste Europapokal der Landesmeister wurde gewonnen.
- 1962 – Der zweite Europapokal der Landesmeister wurde gewonnen. Béla Guttmann verließ Benfica.
- 1963 – Die Fußballmannschaft gewann zum ersten Mal das Ramón-Carranza-Turnier.
- 1973 – Die portugiesische Meisterschaft wurde zum 20. Mal gewonnen.
- 1991 – Gewinn des CERS-Cups (Taça CERS) im Rollhockey.
- 1992 – Am 25. Januar wurde die Statue von Eusébio vor dem Stadion aufgestellt.
- 1994 – Die portugiesische Meisterschaft wurde zum 30. Mal gewonnen.
- 1999 – Die zweite Mannschaft wurde gebildet.
- 2001 – Die Abteilung Hallenfußball wurde gegründet.
- 2003 – Neues Estádio da Luz wurde am 25. Oktober eröffnet. Zum ersten Mal wurde die Hallenfußballmannschaft Meister in Portugal.
- 2004 – Miklós Fehér starb in einem Spiel gegen Vitória Guimarães.
- 2005 – Benfica wurde nach elf Jahren wieder Meister.
- 2006 – Eintrag ins Guinness-Buch der Rekorde mit den meisten Mitgliedern der Welt. Die Triathletin Vanessa Fernandes kam auf Rang eins der Weltrangliste.
- 2006 – Die zweite Mannschaft wurde aufgelöst.
- 2007 – Telma Monteiro wurde unter Vertrag genommen.
- 2008 – Benfica TV startete im November mit der ersten Pilotsendung.
- 2009 – Der portugiesische Ligapokal wurde zum ersten Mal gewonnen. Jorge Jesus übernimmt das Traineramt.
- 2010 – Der UEFA-Futsal-Pokal wurde zum ersten Mal gewonnen.
- 2012 – Die Meisterschaft gewonnen von Futsal, Basketball, Rollhockey und Leichtathletik.
- 2012 – Die zweite Mannschaft wurde unter dem Namen Benfica Lissabon B erneut gegründet.
- 2013 – Die Rollhockey-Mannschaft gewann erstmals die CERH European League. Benfica steht erstmals im UEFA-Europa-League-Finale und verliert gegen Chelsea
- 2014 – Benfica steht das zweite Mal in Folge im UEFA-Europa-League-Finale und verliert gegen den FC Sevilla.
- 2015 – Jorge Jesus verlässt den Verein in Richtung Sporting
- 2015 – Die neu bestimmte Mitgliederzahl liegt nur noch bei 156.916, der Weltrekord geht auf den FC Bayern München über.
- 2017 – Benfica gewinnt zum vierten Mal hintereinander die portugiesische Meisterschaft (Tetracampeão)
- 2022 – Benfica hat 267.000 Mitglieder. Infolge zwischenzeitlich ausgeschiedener Mitglieder wird die Mitgliedsnummer 300.000 vergeben.

### Kader der Saison 2024/25
Stand: 16. Juni 2025
| Nr.        | Nat.         | Name                | Geburtstag    | im Verein seit |
| Tor        | Tor          | Tor                 | Tor           | Tor            |
| ---------- | ------------ | ------------------- | ------------- | -------------- |
| 01         | Ukraine      | Anatolij Trubin     | 1. Aug. 2001  | 2023           |
| 24         | Portugal     | Samuel Soares       | 15. Juni 2002 | 2022           |
| 75         | Portugal     | André Gomes         | 20. Okt. 2004 | 2024           |
| Abwehr     |              |                     |               |                |
| 03         | Spanien      | Álvaro Carreras     | 23. März 2003 | 2024           |
| 04         | Portugal     | António Silva       | 31. Okt. 2003 | 2022           |
| 06         | Danemark     | Alexander Bah       | 9. Dez. 1997  | 2022           |
| 26         | Schweden     | Samuel Dahl         | 4. März 2003  | 2025           |
| 30         | Argentinien  | Nicolás Otamendi    | 12. Feb. 1988 | 2020           |
| 44         | Portugal     | Tomás Araújo        | 16. Mai 2002  | 2022           |
| 71         | Portugal     | Leandro Santos      | 28. Sep. 2005 | 2025           |
| 81         | Albanien     | Adrian Bajrami      | 5. Apr. 2002  | 2018           |
| Mittelfeld |              |                     |               |                |
| 08         | Norwegen     | Fredrik Aursnes     | 10. Dez. 1995 | 2022           |
| 10         | Turkei       | Orkun Kökçü         | 29. Dez. 2000 | 2023           |
| 16         | Portugal     | Manu Silva          | 12. Juni 2001 | 2025           |
| 18         | Luxemburg    | Leandro Barreiro    | 3. Jan. 2000  | 2024           |
| 61         | Portugal     | Florentino          | 19. Aug. 1999 | 2019           |
| 84         | Portugal     | João Rego           | 20. Juni 2005 | 2018           |
| 85         | Portugal     | Renato Sanches      | 18. Aug. 1997 | 2024           |
| Sturm      |              |                     |               |                |
| 07         | Schweiz      | Zeki Amdouni        | 4. Dez. 2000  | 2024           |
| 11         | Argentinien  | Ángel Di María      | 14. Feb. 1988 | 2023           |
| 14         | Griechenland | Vangelis Pavlidis   | 21. Nov. 1998 | 2024           |
| 17         | Turkei       | Kerem Aktürkoğlu    | 21. Okt. 1998 | 2024           |
| 19         | Italien      | Andrea Belotti      | 20. Dez. 1993 | 2025           |
| 21         | Norwegen     | Andreas Schjelderup | 1. Juni 2004  | 2023           |
| 25         | Argentinien  | Gianluca Prestianni | 31. Jan. 2006 | 2024           |
| 27         | Portugal     | Bruma               | 24. Okt. 1994 | 2025           |
| 47         | Portugal     | Tiago Gouveia       | 18. Juni 2001 | 2022           |

### Trikots
| Zeitraum  | Hersteller | Sponsor        |
| --------- | ---------- | -------------- |
| 1974–1985 | Adidas     | keiner         |
| 1985–1986 | Adidas     | Shell          |
| 1986–1989 | Adidas     | Fnac           |
| 1989–1992 | Hummel     | Fnac           |
| 1992–1994 | Hummel     | Casino Estoril |
| 1994–1996 | Olympic    | Parmalat       |
| 1996–1997 | Olympic    | Telecel        |
| 1997–2000 | Adidas     | Telecel        |
| 2000–2001 | Adidas     | Netc           |
| 2001–2005 | Adidas     | Vodafone       |
| 2005–2008 | Adidas     | PT             |
| 2008–2012 | Adidas     | tmn            |
| 2012–2015 | Adidas     | meo            |
| 2015–     | Adidas     | Fly Emirates   |

Die Heimtrikots von SL Benfica wurden schon immer in den Vereinsfarben Rot und Weiß gehalten. Das Hemd und die Stutzen waren bisher immer rot und die Hose dazu im Grunde weiß gehalten. Nur in wenigen Jahren war die Hose ebenfalls rot. Die Details, wie beispielsweise die drei markanten Streifen von Adidas, waren dagegen in der anderen Vereinsfarbe. Beim roten Hemd und den Stutzen war dies also weiß, an der Hose rot.
Das Auswärtstrikot Benficas variiert dagegen jährlich. Das Farbspektrum reichte vom klassischen Weiß oder Schwarz bis hin zu moderneren Farben wie Gold oder Rosa. Für die Saison 2010/11 durften alle Vereinsmitglieder an einer Wahl zur Farbe des Auswärtstrikots teilnehmen. Die Mehrheit hat Orange vor Violett und Gelb gewählt.

### Stadion
SL Benfica trägt seine Heimspiele im Estádio da Luz (deutsch Stadion des Lichts) aus. Das für die Fußball-Europameisterschaft 2004, für etwa 162 Mio. €, gebaute Stadion bietet Platz für 65.647 Besucher und wird von der UEFA als Stadion der Kategorie 4 (bis 2010: Elitestadion) klassifiziert. Das erste Spiel im neuen Stadion war ein Freundschaftsspiel gegen Nacional Montevideo aus Uruguay. Das Spiel endete mit einem 2:1-Sieg und Nuno Gomes schoss das erste Tor im neuen Stadion.

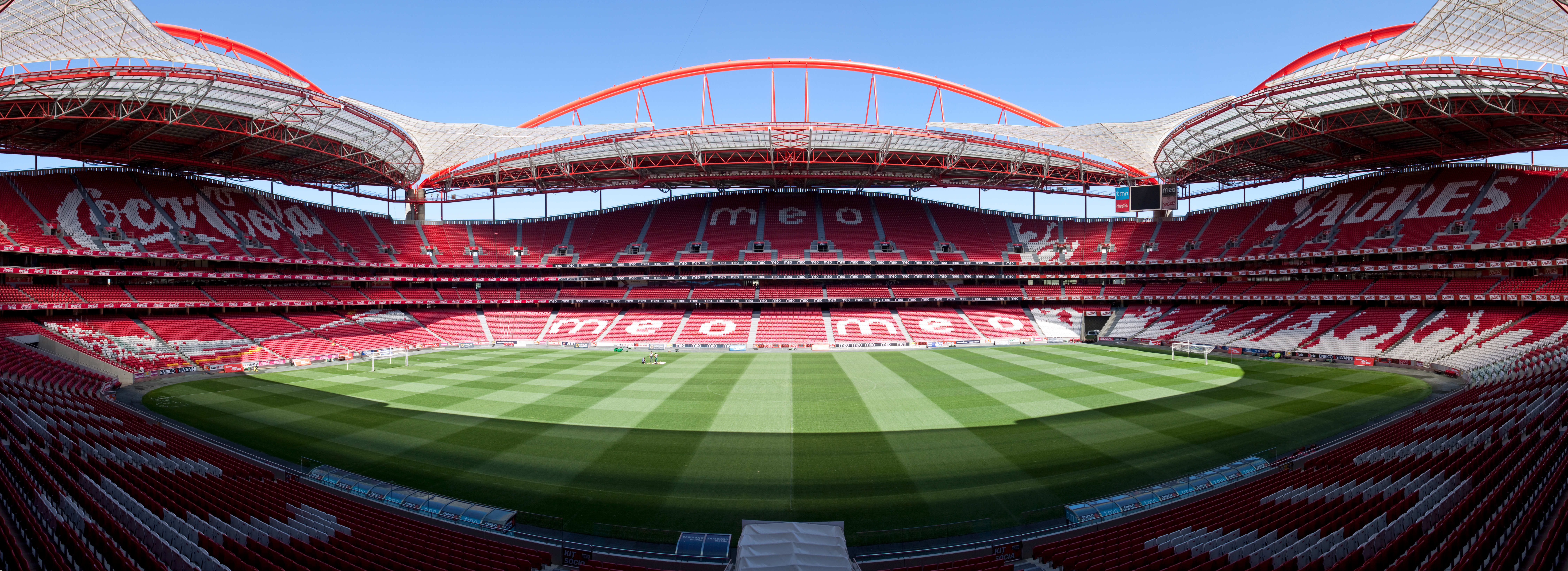
Der Stadioninnenraum (Juli 2009)

Es diente als Austragungsstätte für die Endspiele der Fußball-Europameisterschaft 2004, der UEFA Champions League 2013/14 sowie dem Finalturnier der UEFA Champions League 2019/20. In den ersten Jahrzehnten spielte SL Benfica meist auf gemieteten Plätzen. Erstes eigenes Stadion war das Estádio das Amoreiras, welches 1925 eröffnet wurde. Bis 1940 wurden dort die Heimspiele ausgetragen. Anschließend zog der Verein in das Estádio do Campo Grande um. Bis 2003 spielte der Verein im Estádio do Sport Lisboa e Benfica, das 1954 erbaut wurde, von 1985 bis 1994 ein Fassungsvermögen von bis zu 135.000 Zuschauern besaß und für den Neubau abgerissen wurde.

### Rivalitäten

#### Derby de Lisboa
Das Derby de Lisboa (zu Deutsch: Derby von Lissabon) ist eines der ältesten und bekanntesten Stadtderbys der Welt. Teilnehmer dessen sind Benfica und der Lokalrivale Sporting CP. Die beiden Lissabonner Vereine spielen seit jeher in der obersten Spielklasse Portugals und gehören neben dem FC Porto zu den drei Großen. Nicht zuletzt wegen der enormen Dominanz und des hohen Stellenwertes beider Teams gelten die Partien zwischen den Vereinen oft als titelentscheidend. Das erste Derby fand im Jahr 1907 statt, welches Sporting mit 2:1 gewann. Das entscheidende Siegtor erzielte kurioserweise Benficas Vereinsgründer Cosme Damião. Seither wurde das Derby de Lisboa fast 300-mal ausgetragen.

#### O Clássico
Als O Clássico (zu deutsch: Der Klassiker) bezeichnet man die Rivalität zwischen Benfica und dem FC Porto. Die Rivalität beider Vereine hat unter anderem einen kulturellen Hintergrund. Die erste Partie zwischen beiden Vereinen wurde am 28. April 1912 im Rahmen eines Freundschaftsspiels ausgetragen – Benfica gewann dieses mit 8:2. Erst acht Jahre später konnte der FC Porto seinen ersten Sieg gegen die Hauptstädter verbuchen. Wiederum neun Jahre dauerte es, bis die Portistas ihren zweiten Sieg feiern konnten. Die Bilanz nach über 230 Partien ist nahezu ausgeglichen.

### Der Europapokalfluch
Nach der erfolgreichen Verteidigung des Europapokals der Landesmeister 1962 trennte man sich im Unfrieden von Trainer Béla Guttmann, der vergeblich eine Gehaltserhöhung gefordert hatte. Dieser soll daraufhin den nach ihm benannten Guttmann-Fluch Ihr sollt die nächsten 100 Jahre keinen Europacup mehr gewinnen! ausgestoßen haben. Tatsächlich gelang Benfica seitdem kein europäischer Titel mehr – zwar wurden weitere fünf Finale der Landesmeister (1963, 1965, 1968, 1988 und 1990), ein Endspiel um den UEFA Cup (1983) sowie zweimal das Finale der Europa League (2013 und 2014) erreicht, jedoch ging stets der Gegner als Sieger vom Platz. Am 22. Mai 1990, einen Tag vor dem Finale, besuchte sogar Eusebio das Grab Guttmanns im neuen jüdischen Friedhof des Wiener Zentralfriedhofs und bat seinen ehemaligen Trainer, den Fluch zurückzunehmen – vergeblich, dem AC Mailand gelang die Titelverteidigung.

### Erfolge
Für mehr Informationen zu Erfolgen siehe Benfica Lissabon/Namen und Zahlen

#### Rekorde
Weltrekordhalter als „mitgliederstärkster Sportverein der Welt“.
| - 2006 – 160.000 Mitglieder - 2012 – 235.000 Mitglieder - 2014 – 270.000 Mitglieder |

#### Nationale Titel
| 38-mal Portugiesische Meisterschaft | 38-mal Portugiesische Meisterschaft | 38-mal Portugiesische Meisterschaft | 38-mal Portugiesische Meisterschaft | 38-mal Portugiesische Meisterschaft | 38-mal Portugiesische Meisterschaft | 38-mal Portugiesische Meisterschaft | 38-mal Portugiesische Meisterschaft | 38-mal Portugiesische Meisterschaft | 38-mal Portugiesische Meisterschaft |  |
| ----------------------------------- | ----------------------------------- | ----------------------------------- | ----------------------------------- | ----------------------------------- | ----------------------------------- | ----------------------------------- | ----------------------------------- | ----------------------------------- | ----------------------------------- |  |
| 1936                                | 1937                                | 1938                                | 1942                                | 1943                                | 1945                                | 1950                                | 1955                                | 1957                                | 1960                                |  |
| 1961                                | 1963                                | 1964                                | 1965                                | 1967                                | 1968                                | 1969                                | 1971                                | 1972                                | 1973                                |  |
| 1975                                | 1976                                | 1977                                | 1981                                | 1983                                | 1984                                | 1987                                | 1989                                | 1991                                | 1994                                |  |
| 2005                                | 2010                                | 2014                                | 2015                                | 2016                                | 2017                                | 2019                                | 2023                                |                                     |                                     |  |
| 26-mal Taça de Portugal             |                                     |                                     |                                     |                                     |                                     |                                     |                                     |                                     |                                     |  |
| 1940                                | 1943                                | 1944                                | 1949                                | 1951                                | 1952                                | 1953                                | 1955                                | 1957                                | 1959                                |  |
| 1962                                | 1964                                | 1969                                | 1970                                | 1972                                | 1980                                | 1981                                | 1983                                | 1985                                | 1986                                |  |
| 1987                                | 1993                                | 1996                                | 2004                                | 2014                                | 2017                                |                                     |                                     |                                     |                                     |  |
| 8-mal Taça da Liga                  |                                     |                                     |                                     |                                     |                                     |                                     |                                     |                                     |                                     |  |
| 2009                                | 2010                                | 2011                                | 2012                                | 2014                                | 2015                                | 2016                                | 2025                                |                                     |                                     |  |
| 10-mal Portugiesischer Supercup     |                                     |                                     |                                     |                                     |                                     |                                     |                                     |                                     |                                     |  |
| 1980                                | 1985                                | 1989                                | 2005                                | 2014                                | 2016                                | 2017                                | 2019                                | 2023                                | 2025                                |  |

#### Internationale Titel
| 2-mal Europapokal der Landesmeister | 2-mal Europapokal der Landesmeister |
| ----------------------------------- | ----------------------------------- |
| 1961                                | 1962                                |
| 1-mal Coupe Latine                  |                                     |
| 1950                                |                                     |

- Finalist Weltpokal (2): 1961, 1962
- Finalist Europapokal der Landesmeister (5): 1963, 1965, 1968, 1988, 1990
- Finalist UEFA Cup (1): 1983
- Finalist UEFA Europa League (2): 2013, 2014
- Finalist Coupe Latine (1): 1957
- Sieger Iberischer Pokal (1): 1983

### Weitere Mannschaften

#### Benfica Lissabon B
Die zweite Mannschaft, auch Benfica Lissabon B genannt, war bereits von 1999 bis 2006 aktiv, ehe sie nach sechsjähriger Abstinenz im Jahr 2012 wieder Bestandteil des Vereins wurde.
Die B-Mannschaft startete zur Saison 1999/00. Ziel war es, dass Jugend- und Reservespieler des Vereins Spielpraxis sammeln, um somit noch besser für den Profifußball vorbereitet zu werden. Das Team startete in der dritten Liga und stieg nach drei Jahren ab. Erst 2005 stieg das Team wieder in die dritte Liga auf, ehe es sich 2006 gänzlich auflöste. Zur Saison 2012/13 wurde die B-Mannschaft Benficas, sowie fünf weiterer Erstligisten neu erstellt und direkt in die Segunda Liga integriert, was eine Aufstockung Letzterer von 16 auf 22 Teams mit sich brachte.

#### Junioren
In der Juniorenmannschaft, offiziell „Sport Lisboa e Benfica Juniors“, spielen die U19-Akteure des Vereins.
Jenseits der U19-Junioren, genannt Juniores, gibt es analog zum deutschen Jugendsystem (A- bis G-Jugend), die Einteilungen namens Juvenis, Iniciados, Infantis, Benjamins und Traquinas.
Mit 23 nationalen Titelgewinnen sind die Junioren Benficas Rekordmeister im U19-Sektor Portugals.
Mit dem Gewinn des Blue Stars/FIFA Youth Cup 1996 konnten die Junioren ihren ersten internationalen Titel gewinnen; 1997 und 2014 erreichte die Mannschaft jeweils das Finale. In der Saison 2013/14 unterlag Benfica in der ersten Ausgabe der UEFA Youth League im Finale dem FC Barcelona. Acht Jahre später gewann man diesen Wettbewerb dann durch ein 6:0 gegen den FC Red Bull Salzburg, nachdem man zuvor schon zwei weitere Male bis ins Endspiel gekommen war.

#### Frauen
Die Fußballsektion für Frauen wurde im Frühjahr 2018 eröffnet und steigt zur Saison 2018/19 in die zweite Liga zum nationalen Meisterschaftswettbewerb ein.
Für mehr Informationen zu Erfolgen siehe Benfica Lissabon/Namen und Zahlen

### Spieler mit den meisten Einsätzen und Toren
| Einsätze                  | Einsätze        | Einsätze            | Einsätze |
| ------------------------- | --------------- | ------------------- | -------- |
| 01                        | Tamagnini Nené  | 1968–1986           | 575      |
| 02                        | António Veloso  | 1980–1995           | 538      |
| 03                        | Mário Coluna    | 1954–1970           | 525      |
| 04                        | Humberto Coelho | 1968–1975 1977–1984 | 498      |
| 05                        | Shéu            | 1972–1989           | 487      |
| 06                        | Manuel Bento    | 1972–1990           | 465      |
| 07                        | Luisão          | 2004–2018           | 458      |
| 08                        | António Simões  | 1961–1975           | 449      |
| 09                        | Eusébio         | 1960–1975           | 440      |
| 010                       | Cavém           | 1954–1970           | 420      |
| Fett = noch bei SLB aktiv |                 |                     |          |

| Tore                      | Tore                | Tore                | Tore |
| ------------------------- | ------------------- | ------------------- | ---- |
| 01                        | Eusébio             | 1960–1975           | 474  |
| 02                        | José Águas          | 1950–1963           | 374  |
| 03                        | Tamagnini Nené      | 1968–1986           | 360  |
| 04                        | José Augusto Torres | 1959–1971           | 226  |
| 05                        | Arsénio             | 1943–1955           | 218  |
| 06                        | Rogério de Carvalho | 1942–1954           | 211  |
| 07                        | Julinho             | 1942–1953           | 205  |
| 08                        | José Augusto        | 1959–1969           | 175  |
| 09                        | Óscar Cardozo       | 2007–2014           | 172  |
| 10                        | Nuno Gomes          | 1997–2000 2002–2011 | 166  |
| Fett = noch bei SLB aktiv |                     |                     |      |

### Bekannte ehemalige Spieler
| Torhüter - Manuel Bento - Silvino Louro - Costa Pereira - Paulo Santos - Quim - José Moreira - Michel Preud’homme - Hans Jörg Butt - Robert Enke - Jan Oblak - Ederson | Abwehrspieler - Alex - Marco Caneira - Humberto Coelho - Germano - Eurico Gomes - Fernando Meira - Miguel - Ricardo Rocha - Frederico Rosa - Dimas Teixeira - António Veloso - Abel Xavier - Fábio Coentrão - Ezequiel Garay - Ricardo Gomes - Léo - Aldair - David Luiz - Guilherme Siqueira - Panagiotis Fyssas - Carlos Gamarra - Carlos Marchena - Joan Capdevila - Maxi Pereira - João Cancelo | Mittelfeldspieler - Paulo Bento - Mário Coluna - Rui Costa - Manuel Fernandes - André Gomes - Carlos Manuel - Maniche - Diamantino Miranda - Vítor Paneira - Petit - Shéu - Bernardo Silva - Simão - António Simões - Paulo Sousa - Tiago - Toni - Pablo Aimar - Ángel Di María - Enzo Pérez - Axel Witsel - Basarab Panduru - Valdo - Roger Galera Flores - Ramires - Giorgos Karagounis - Kostas Katsouranis - Zlatko Zahovič - Mario Stanić - Nemanja Matic - Stefan Schwarz - Glenn Strömberg - Jonas Thern - Javi García | Stürmer - José Águas - Rui Águas - José Augusto - Fernando Chalana - Arsénio Trindade Duarte - Eusébio - Paulo Futre - Rui Jordão - Artur Jorge - Isaías Marques Soares - Tamagnini Nené - João Pinto - José Augusto Torres - Nuno Gomes - Akwá - Mantorras - Claudio Caniggia - Javier Saviola - Geovanni Deiberson Maurício - Edílson - Lima - Michael Manniche - Brian Deane - Laurent Robert - David Suazo - Fabrizio Miccoli - Francisco Fonseca - Pierre van Hooijdonk - Óscar Cardozo - Lazar Marković - Mats Magnusson - José Antonio Reyes - Rodrigo - Karel Poborský - Miklós Fehér |

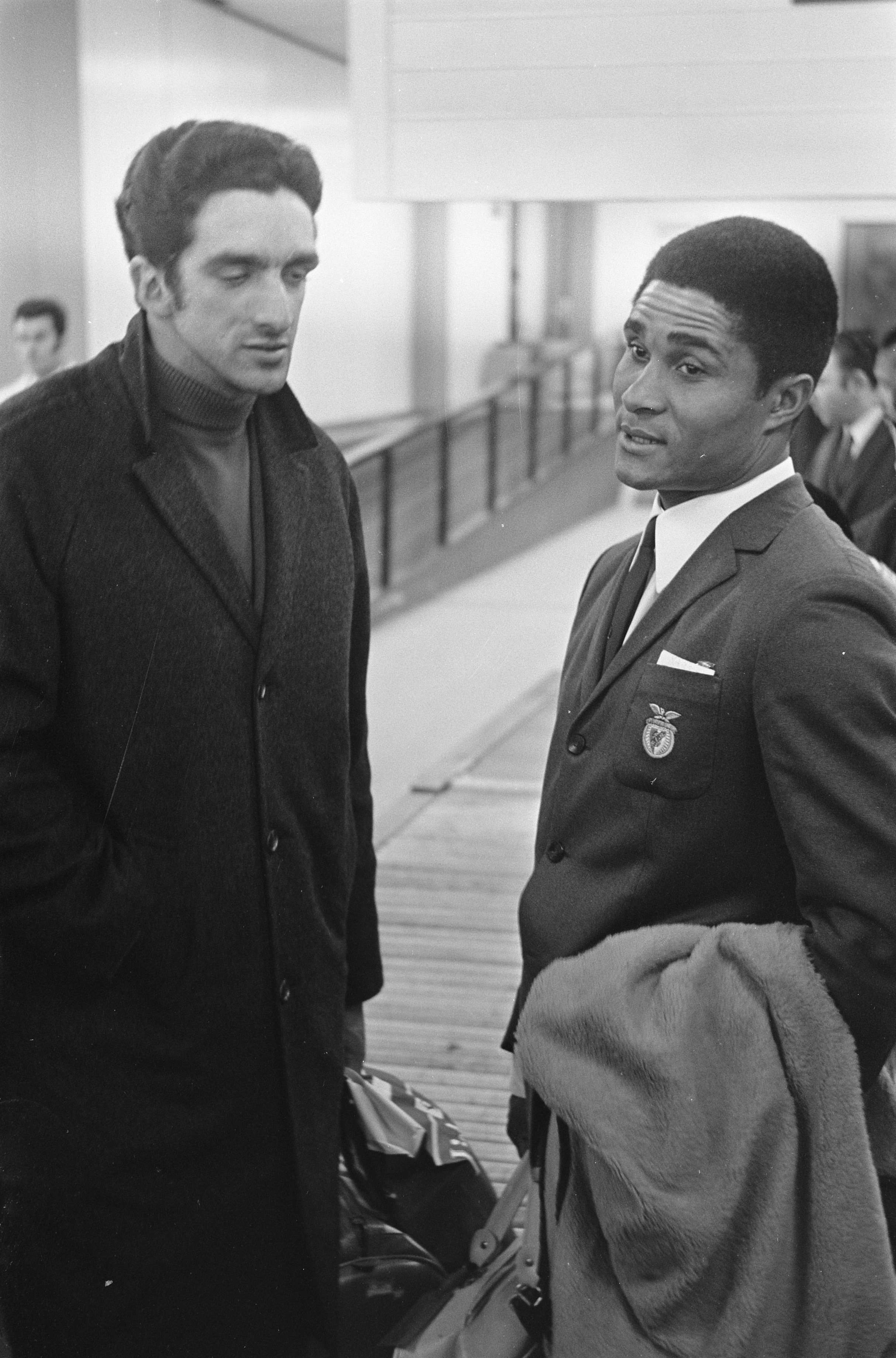
José Augusto Torres und Eusébio († 2014)
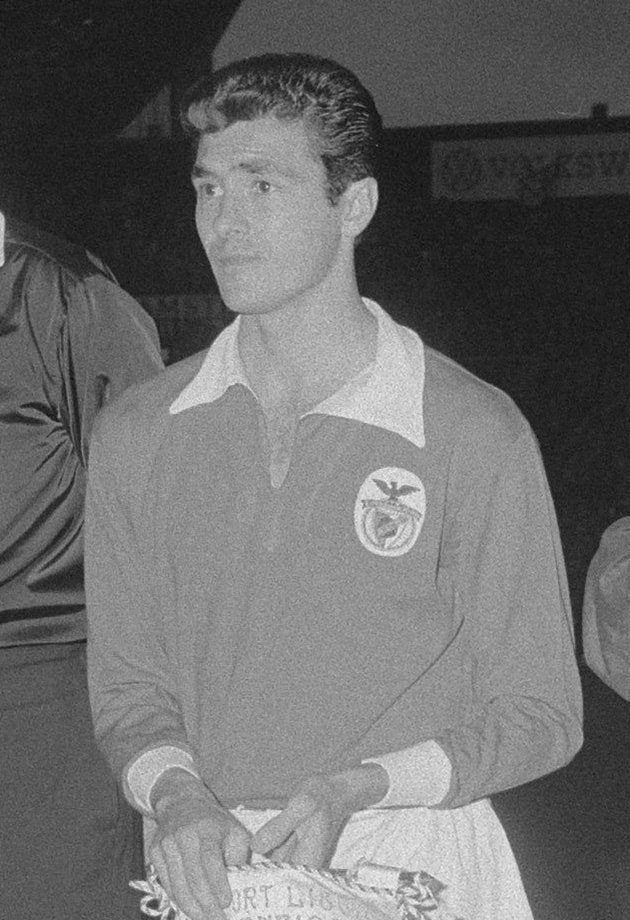
Kapitän der Europapokalsieger von 1961/1962 José Aguas
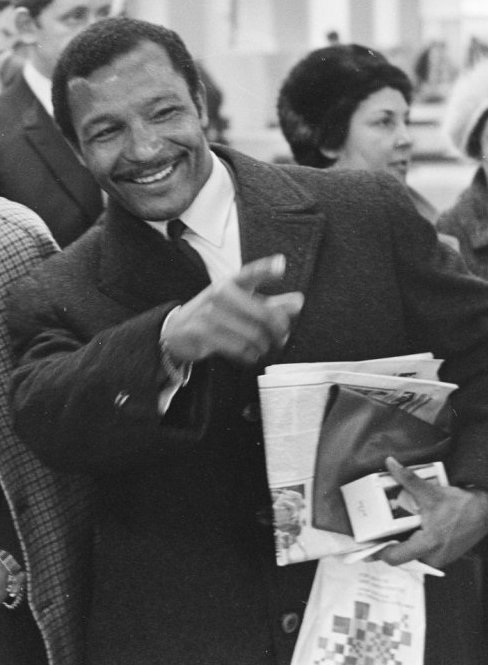
Mario Coluna
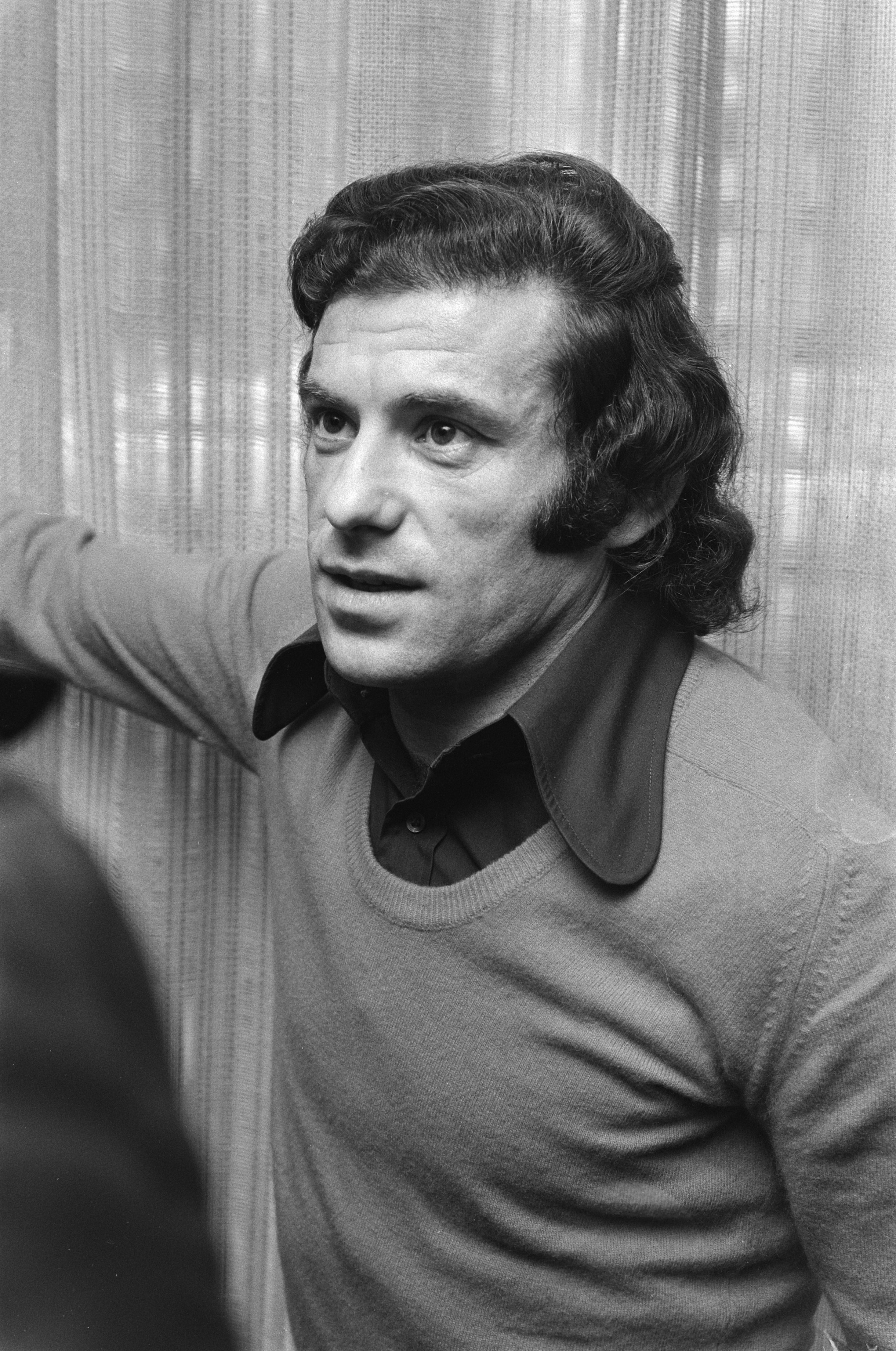
António Simões
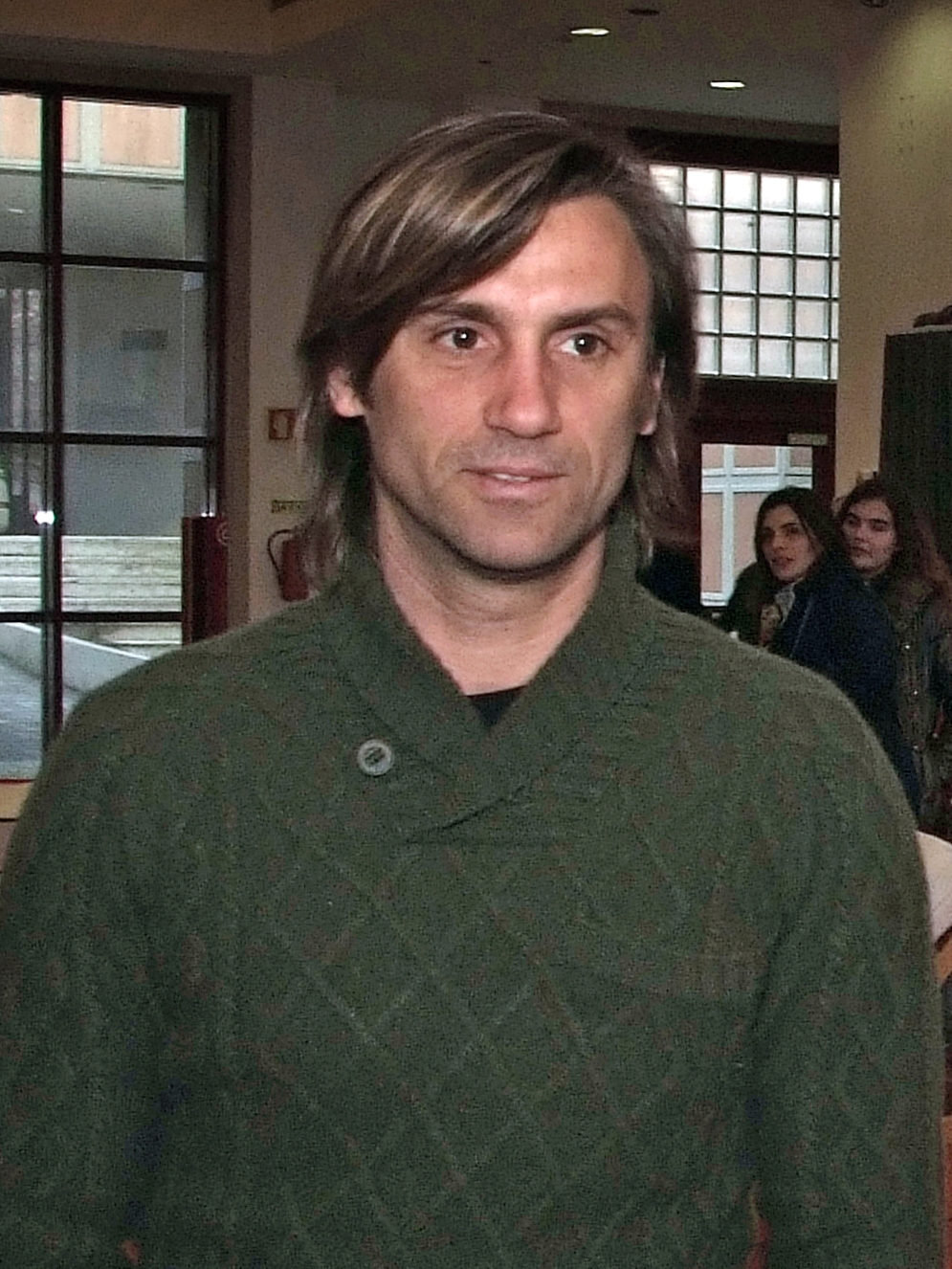
João Pinto
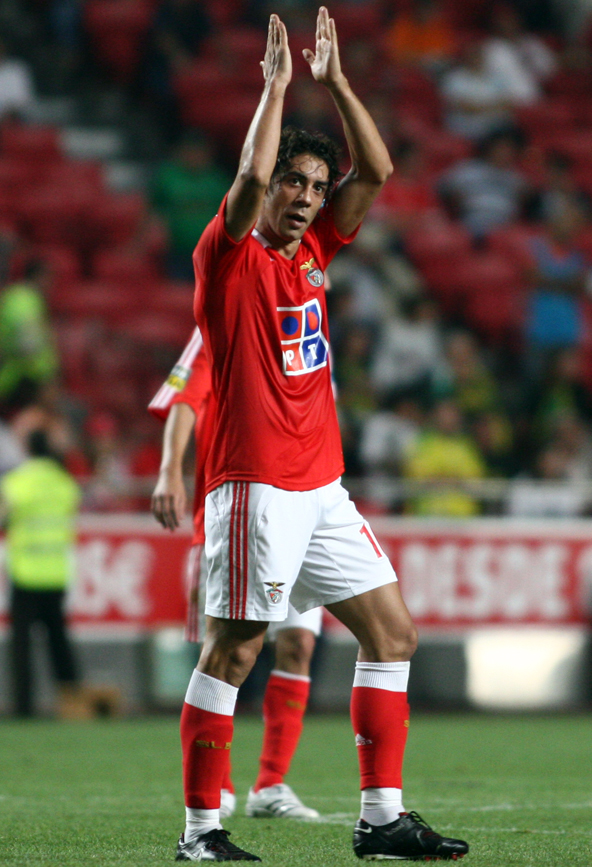
Rui Costa
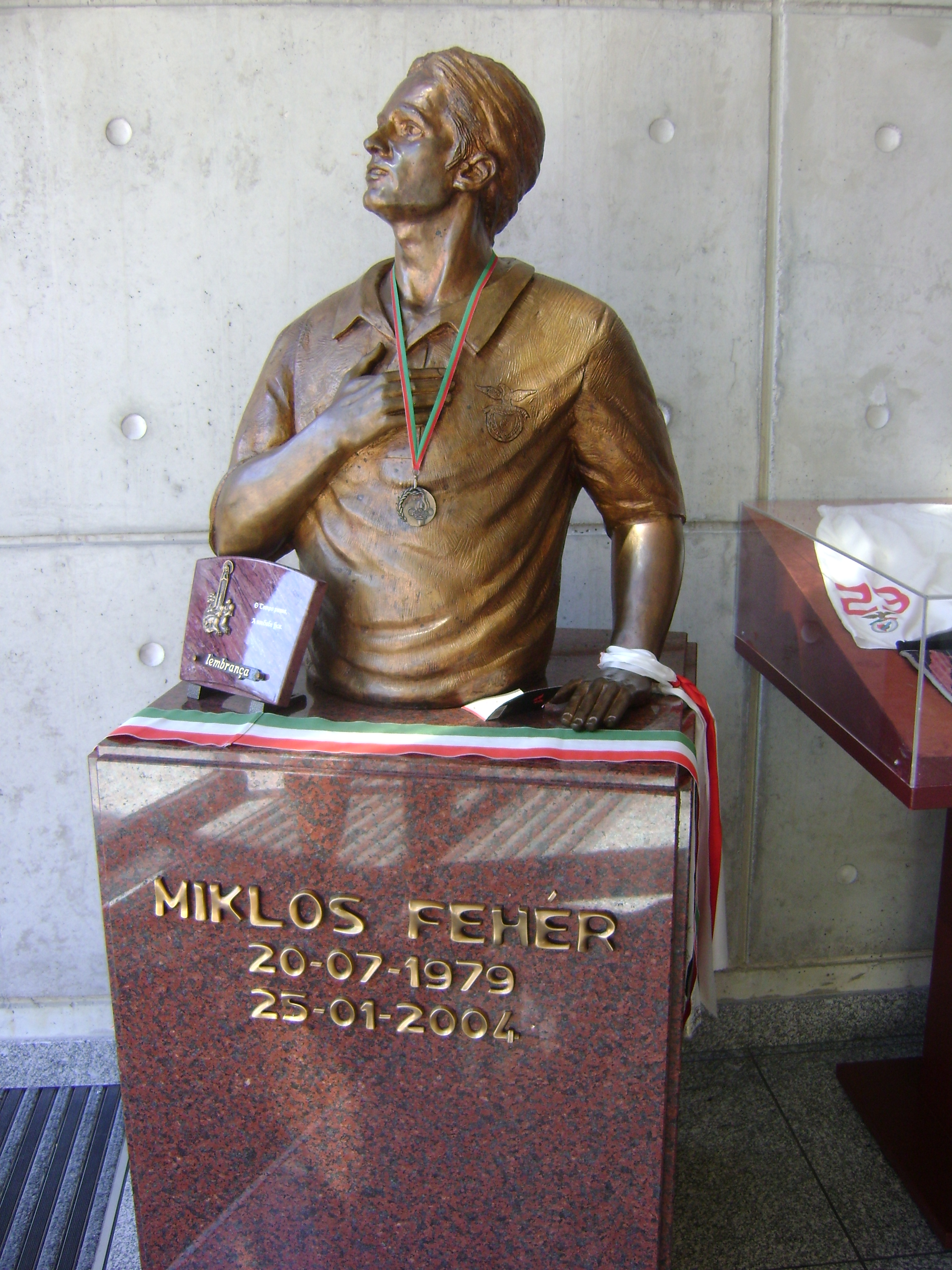
Miklós Fehér († 25. Januar 2004)
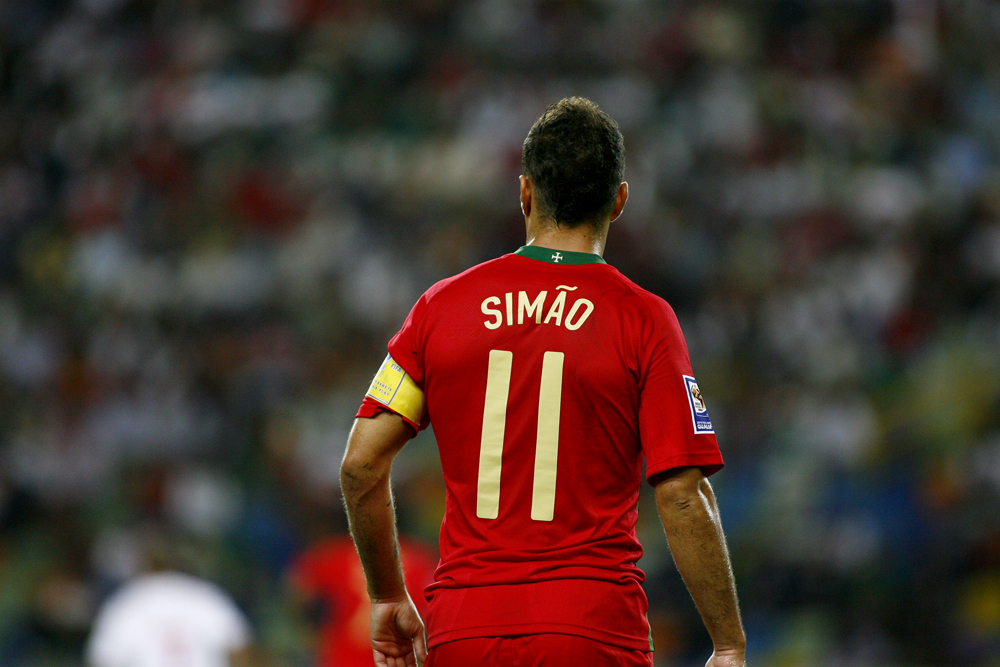
Portugals Fußballer des Jahres 2007: Simão
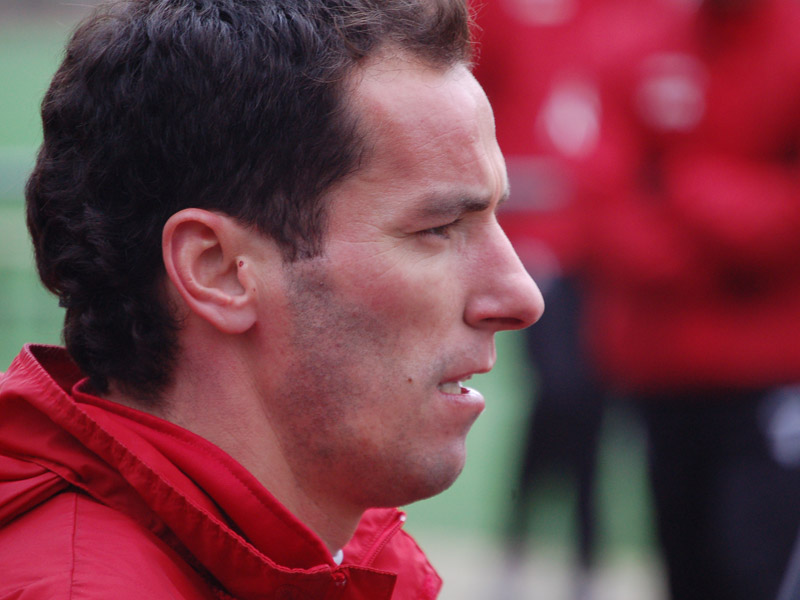
Petit
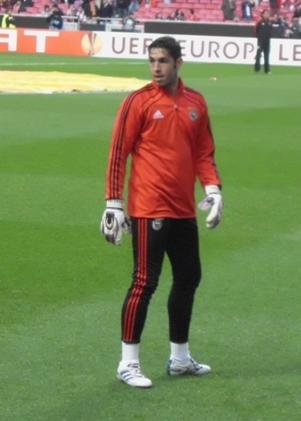
José Moreira
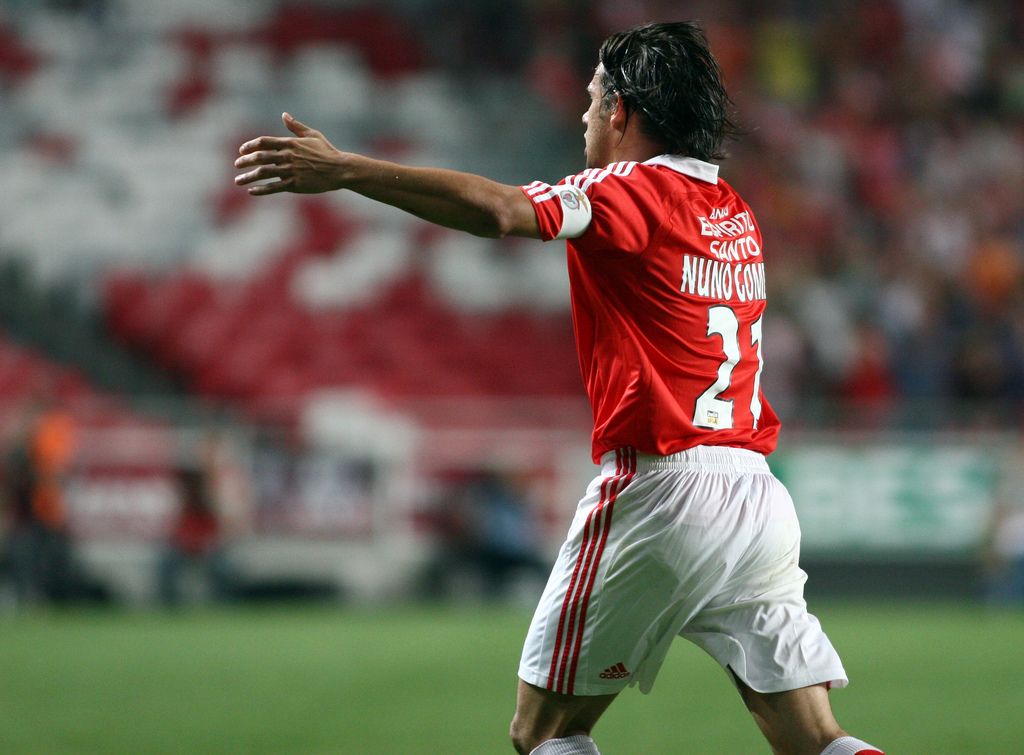
Nuno Gomes
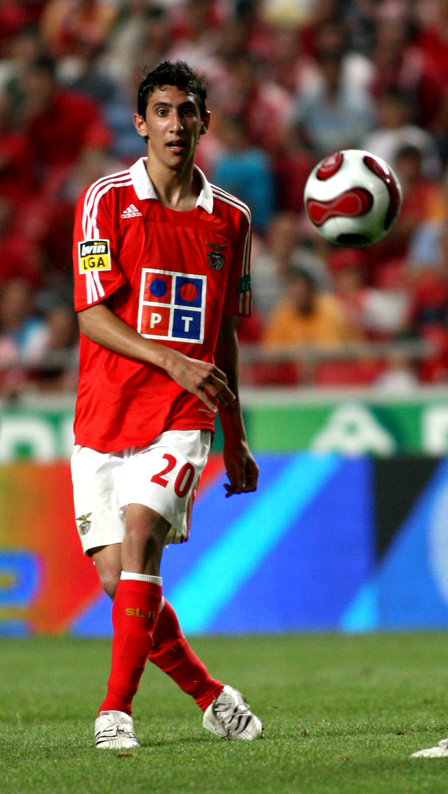
Ángel Di María
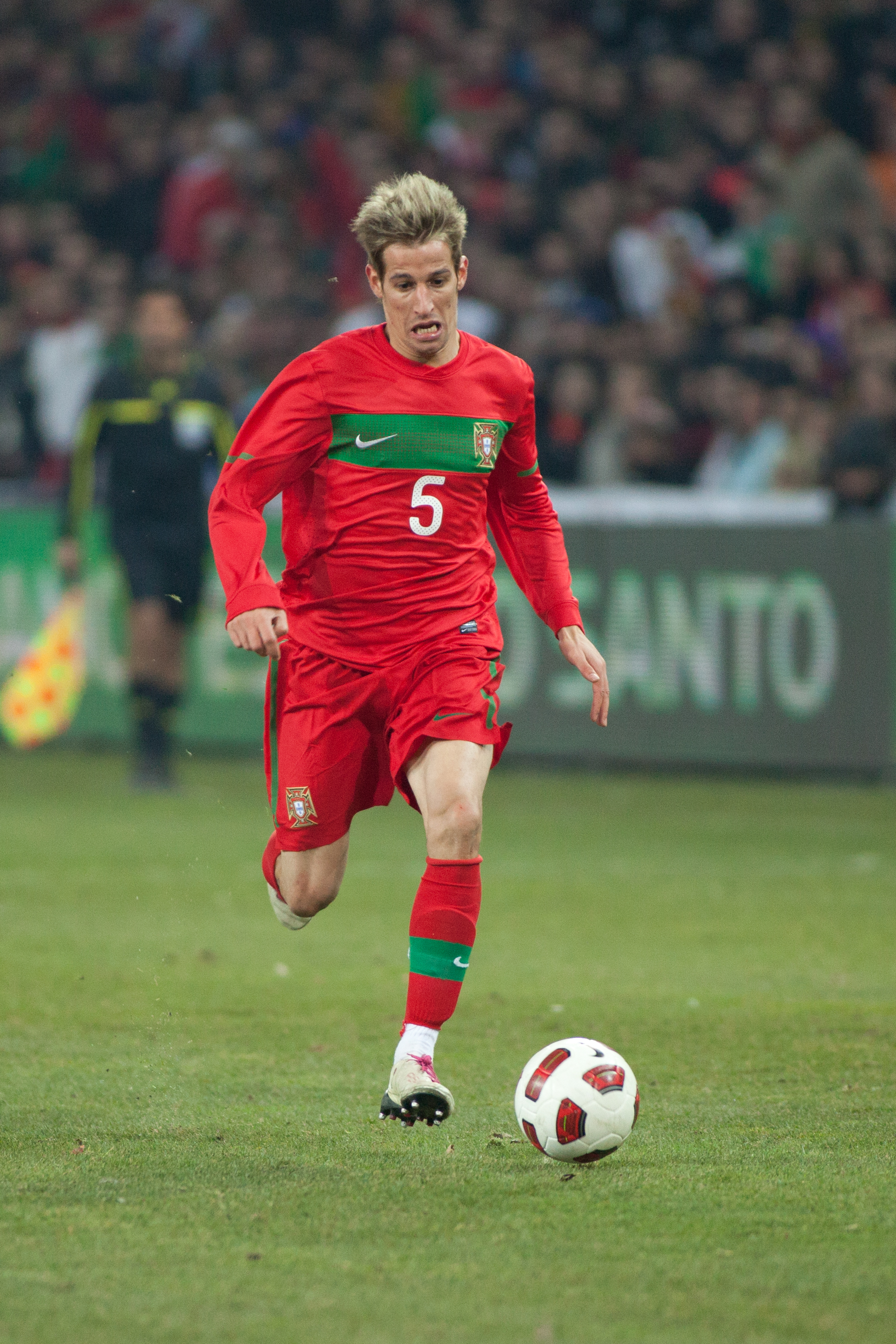
Fábio Coentrão
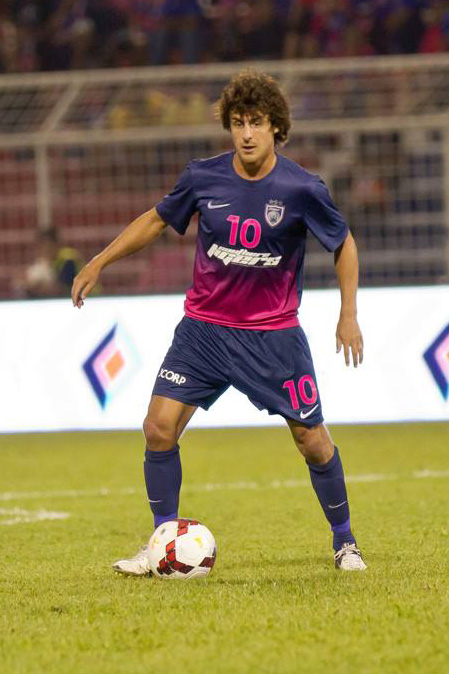
Pablo Aimar
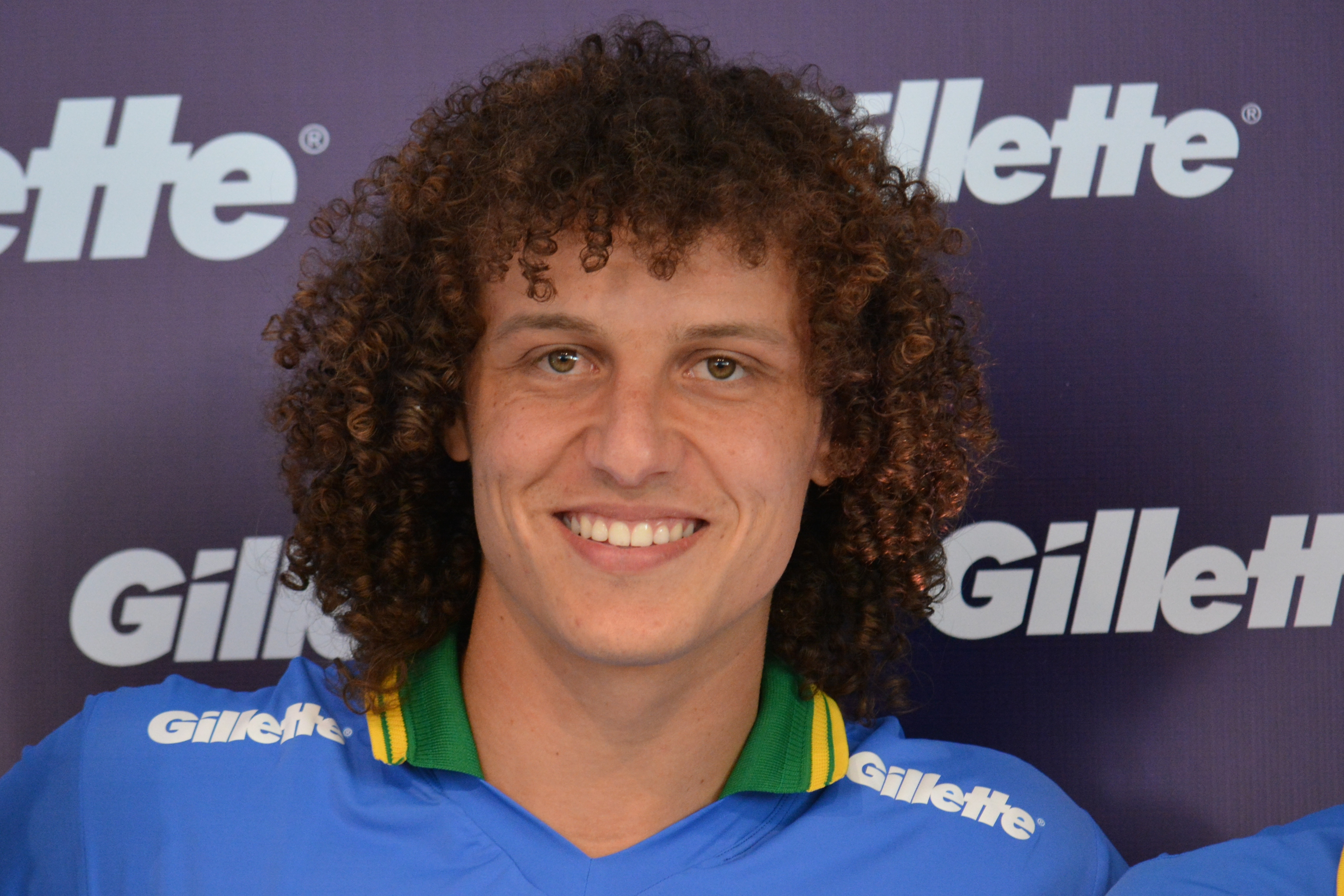
David Luiz
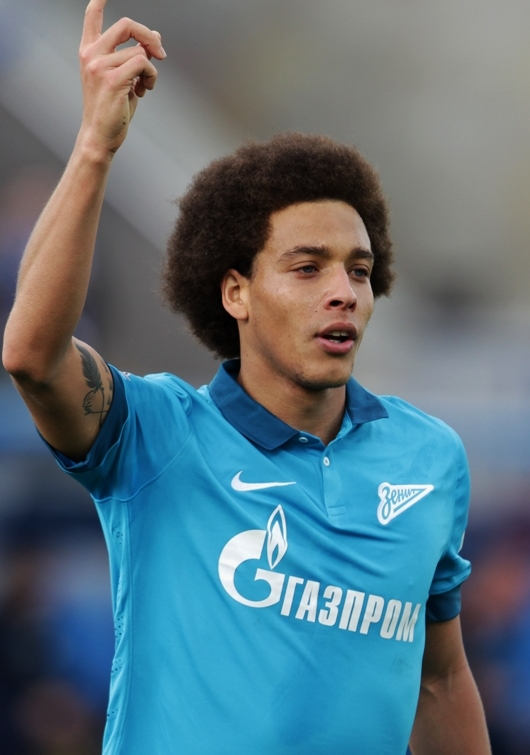
Axel Witsel
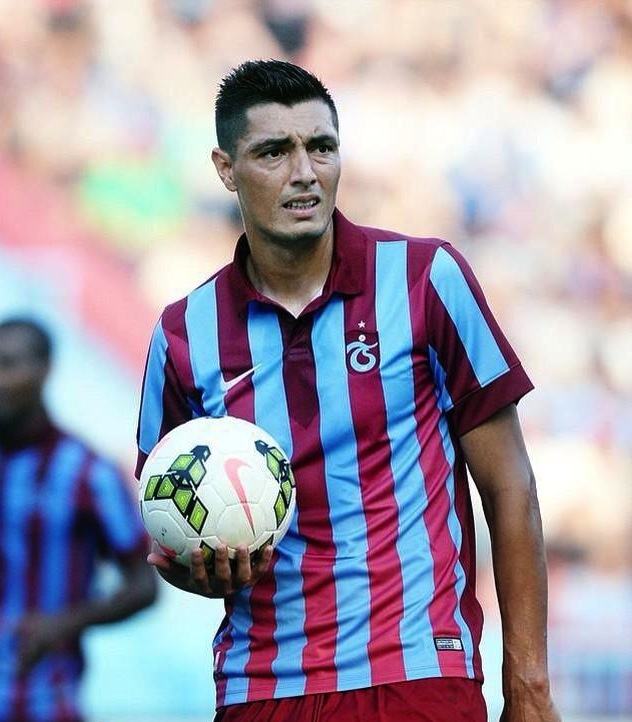
Óscar Cardozo
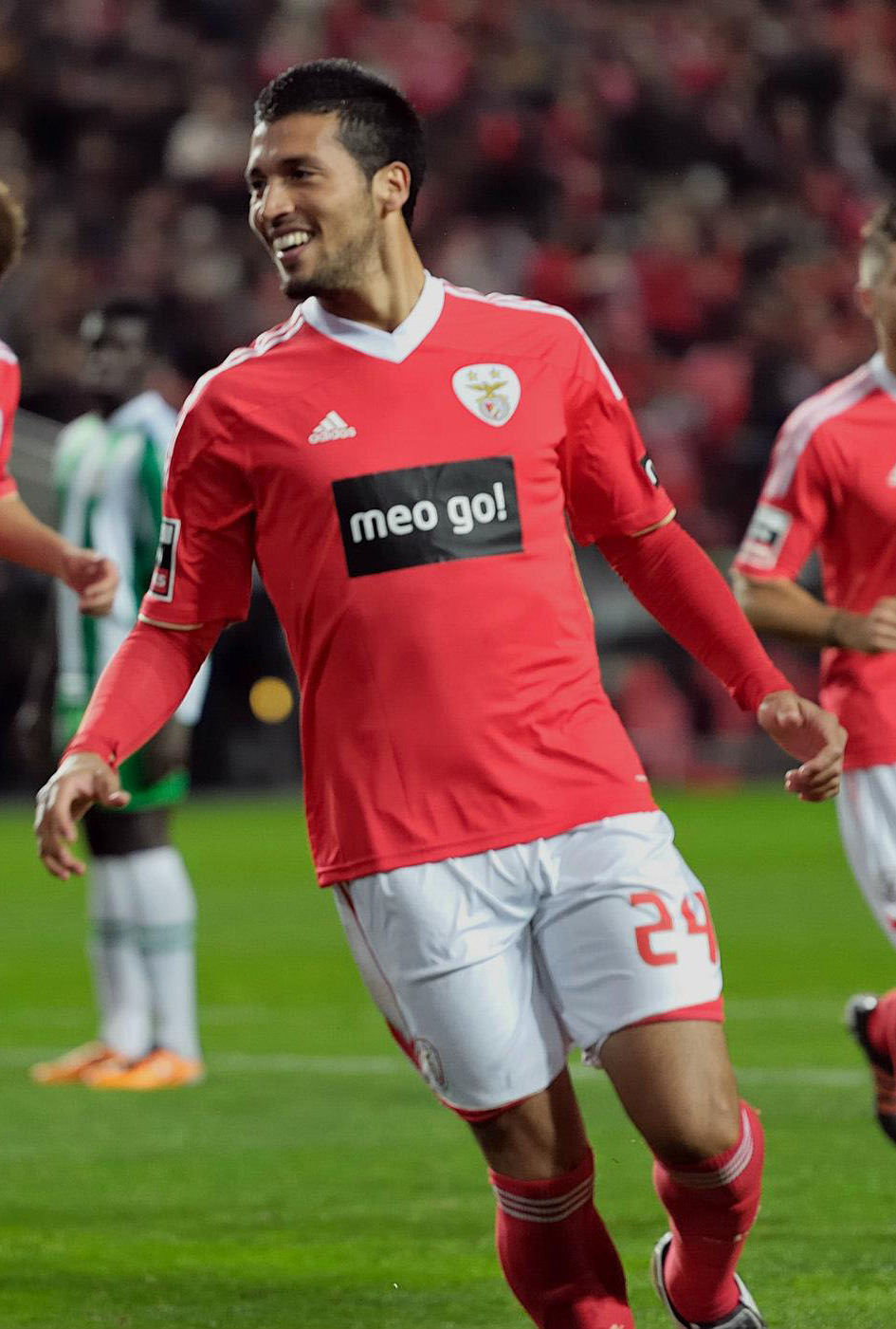
Ezequiel Garay
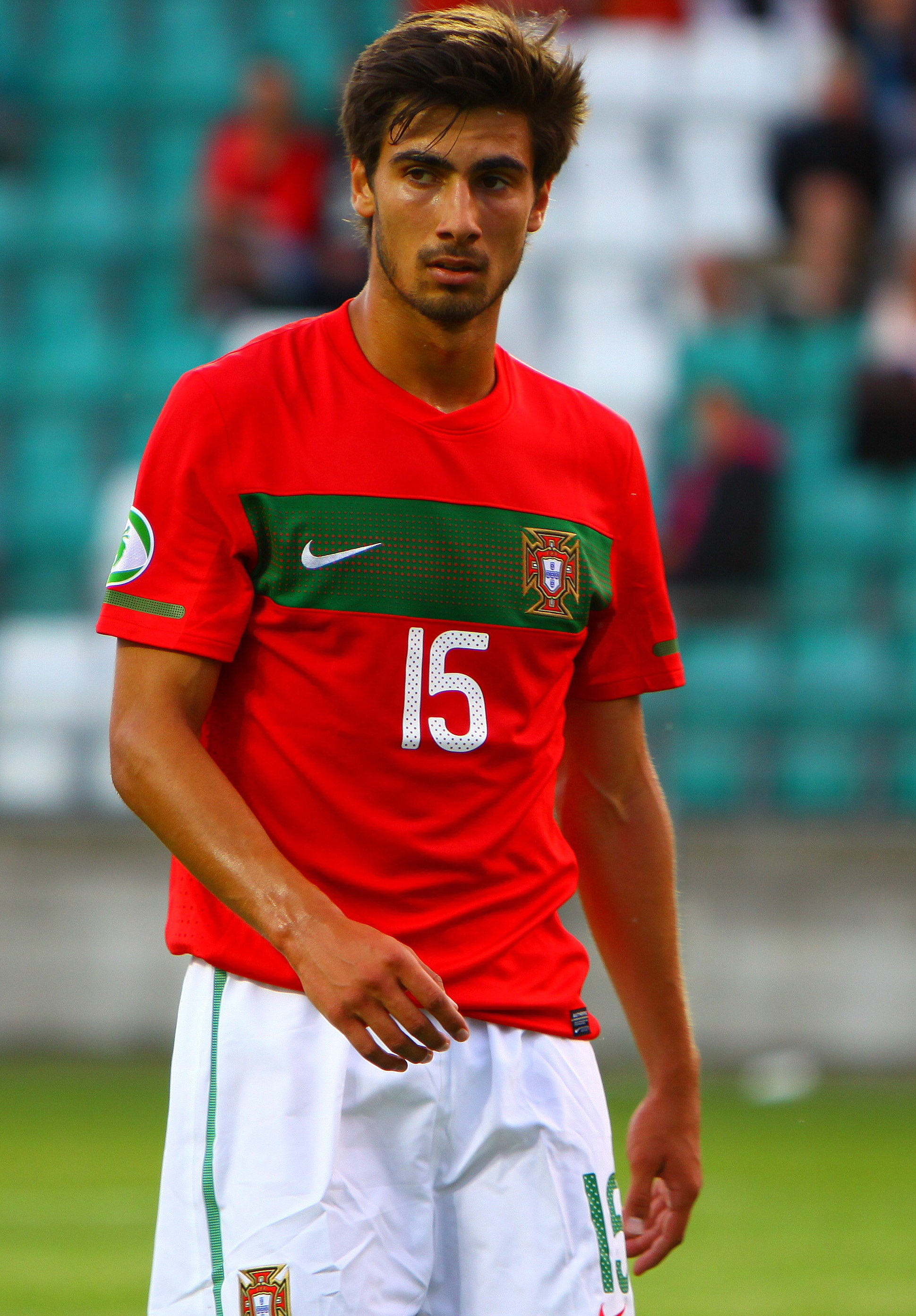
André Gomes
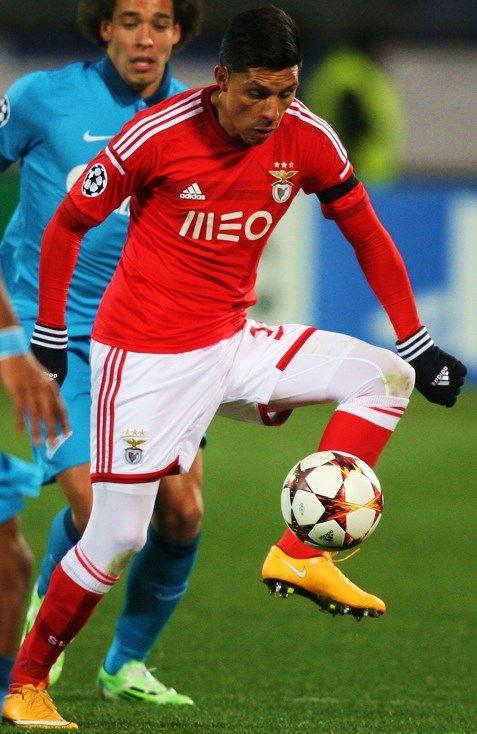
Enzo Pérez
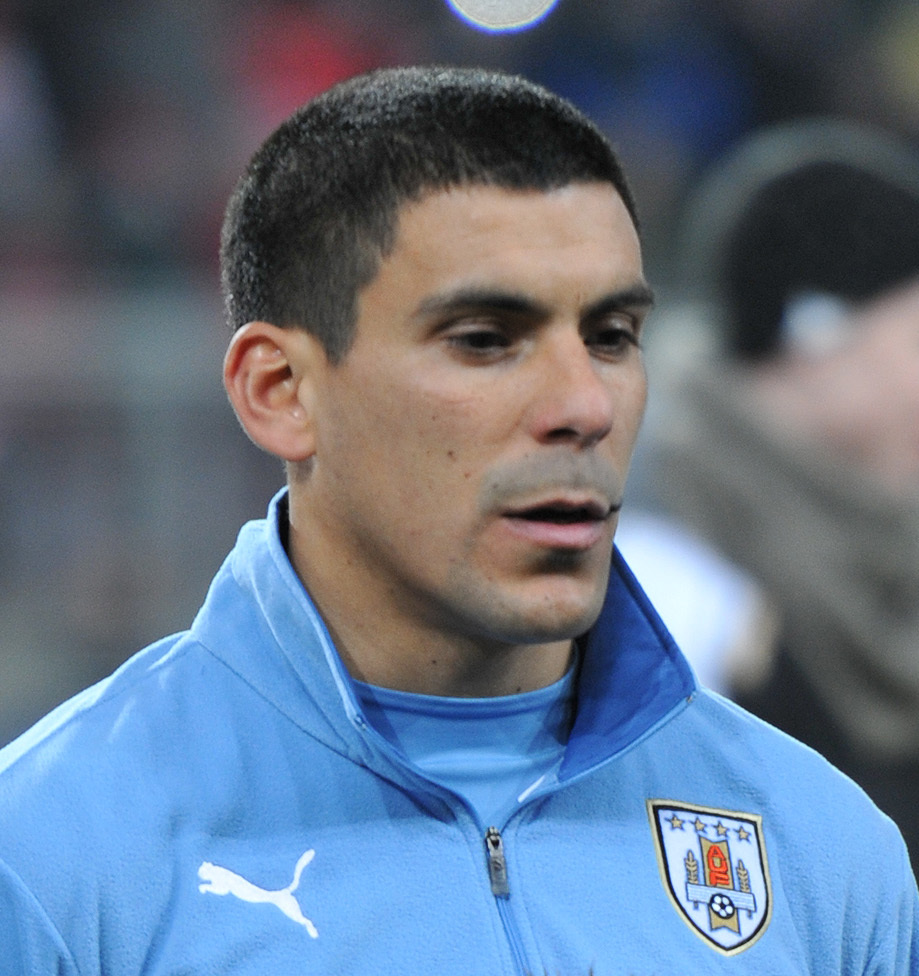
Maxi Pereira

### Trainer
- Manuel Gourlade: 1905–1908
- Cosme Damião: 1908–1926
- Ribeiro dos Reis: 1926–1929
- Arthur John: 1929–1930
- Ribeiro dos Reis: 1930–1935
- Vítor Gonçalves: 1935–1936
- Lippo Hertzka: 1937–1939
- János Biri: 1939–1947
- Lippo Hertzka: 1947–1949
- Edward „Ted“ Smith: 1949–1951
- Cândido Tavares: 1951–1952
- Alberto Zozaya: 1953
- Conselho Técnico (António Ribeiro dos Reis und José Simões): 1953–1954
- Alfredo Valadas: 1954
- Otto Glória: 1954–1959, 1968–1970
- Béla Guttmann: 1959–1962
- Lajos Czeizler: 1963–1964
- Elek Schwartz: 1964–1965
- Béla Guttmann: 1965–1966
- Fernando Riera: 1966–1967
- Fernando Cabrita: 1967–1968
- Jimmy Hagan: 1970–1973
- Milorad „Michel“ Pavić: 1974–1975
- Mário Wilson: 1975–1976
- John Mortimore: 1976–1979
- Mário Wilson: 1979–1980, 1995–1996
- Lajos Baróti: 1980–1982
- Sven-Göran Eriksson: 1982–1984
- Pál Csernai: 1984–1985
- John Mortimore: 1985–1987
- Ebbe Skovdahl: 1987
- Toni: 1988–1989
- Sven-Göran Eriksson: 1989–1992
- Tomislav Ivić: 1992–1993
- Toni: 1993–1994
- Artur Jorge: 1994–1995
- Paulo Autuori: 1996
- Manuel José: 1997
- Graeme Souness: 1997–1999
- Jupp Heynckes: 1999–2000
- José Mourinho: 2000
- Toni: 2000–2002
- Jesualdo Ferreira: 2002
- José Antonio Camacho: 2002–2004
- Giovanni Trapattoni: 2004–2005
- Ronald Koeman: 2005–2006
- Fernando Santos: 2006–2007
- José Antonio Camacho: 2007–2008
- Fernando Chalana: 2008
- Quique Sánchez Flores: 2008–2009
- Jorge Jesus: 2009–2015
- Rui Vitória: 2015–2019
- Bruno Lage: 2019–2020
- Jorge Jesus: 2020–2022
- Roger Schmidt: 2022–2024
- Bruno Lage: 2024–

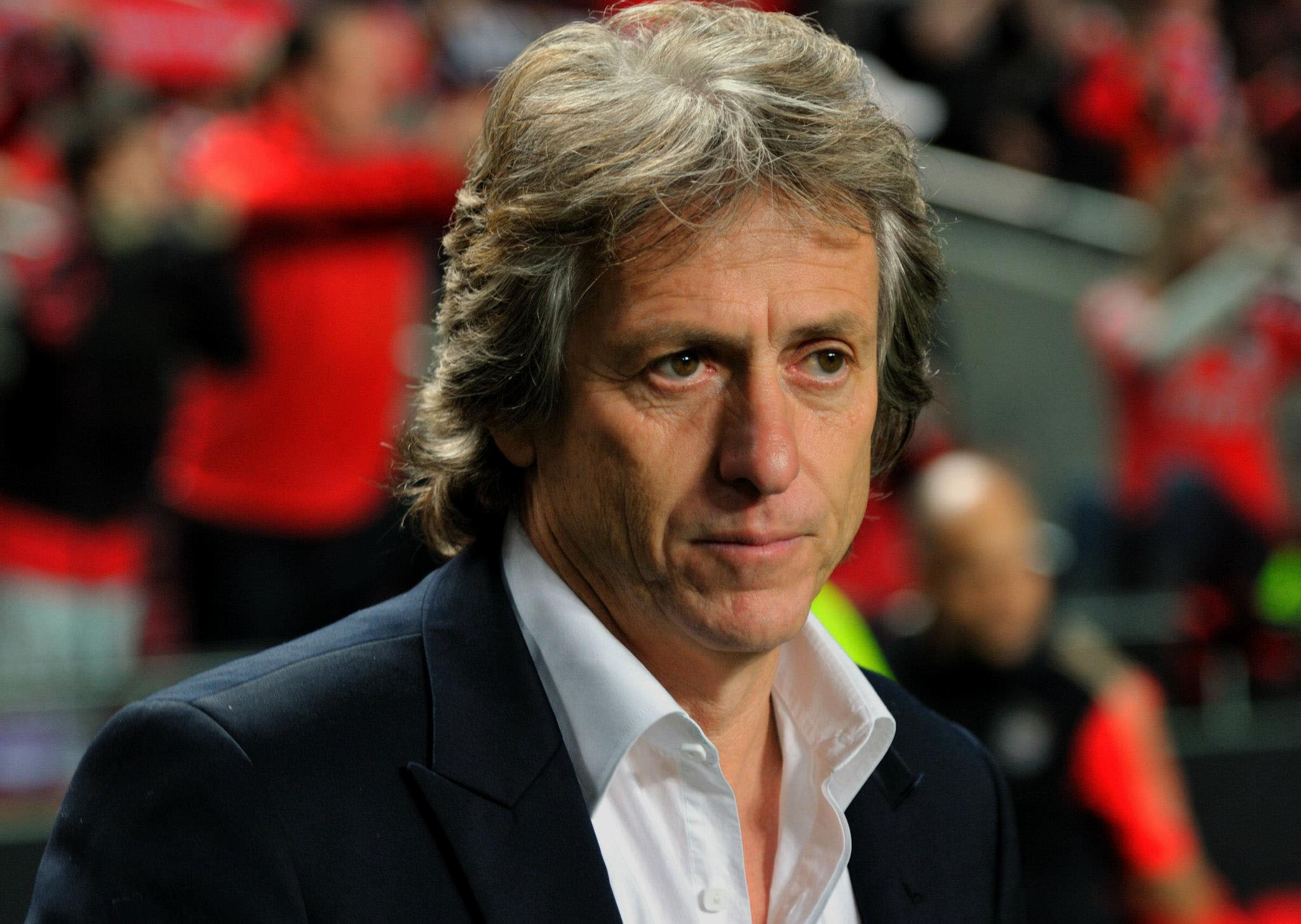
Jorge Jesus
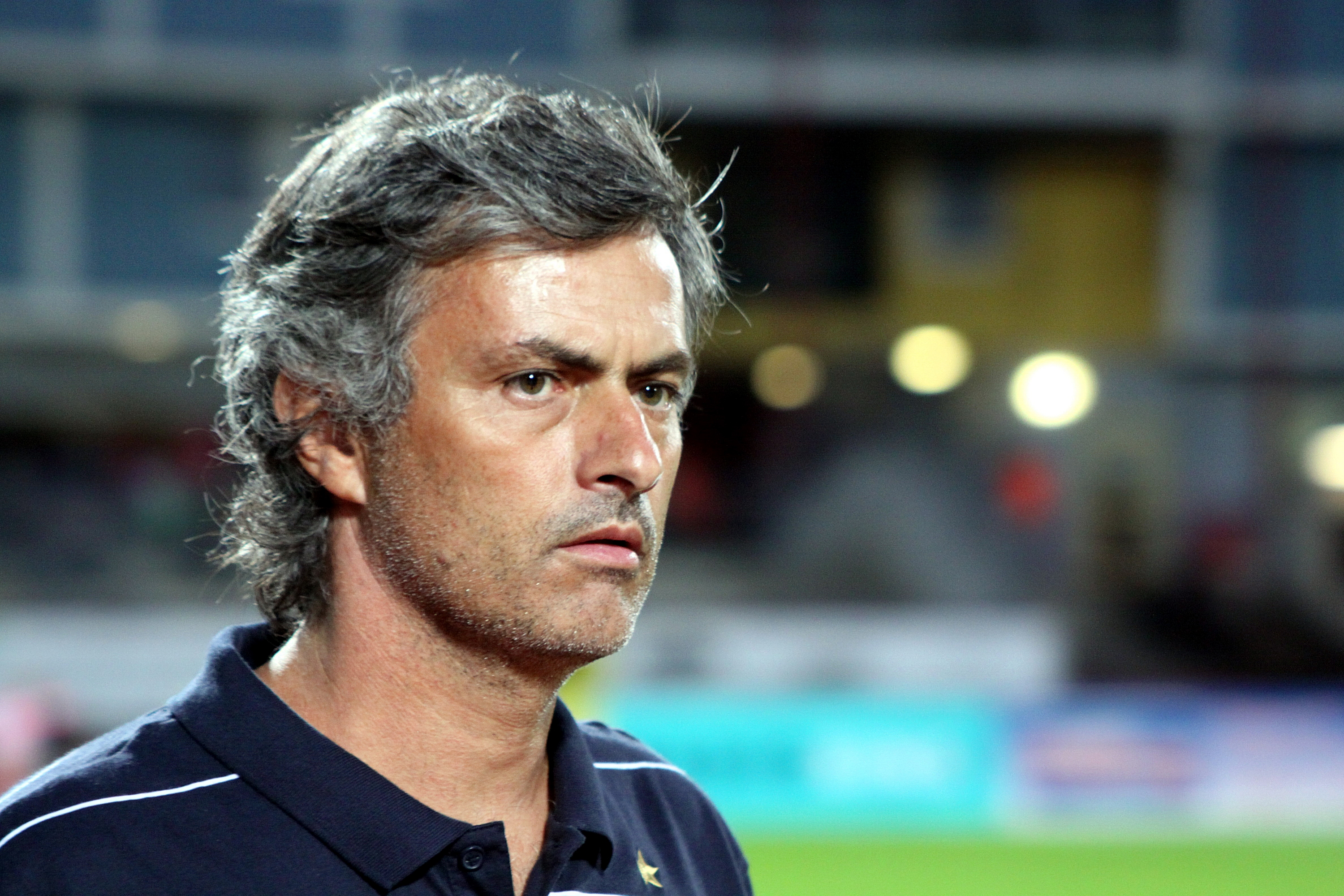
José Mourinho
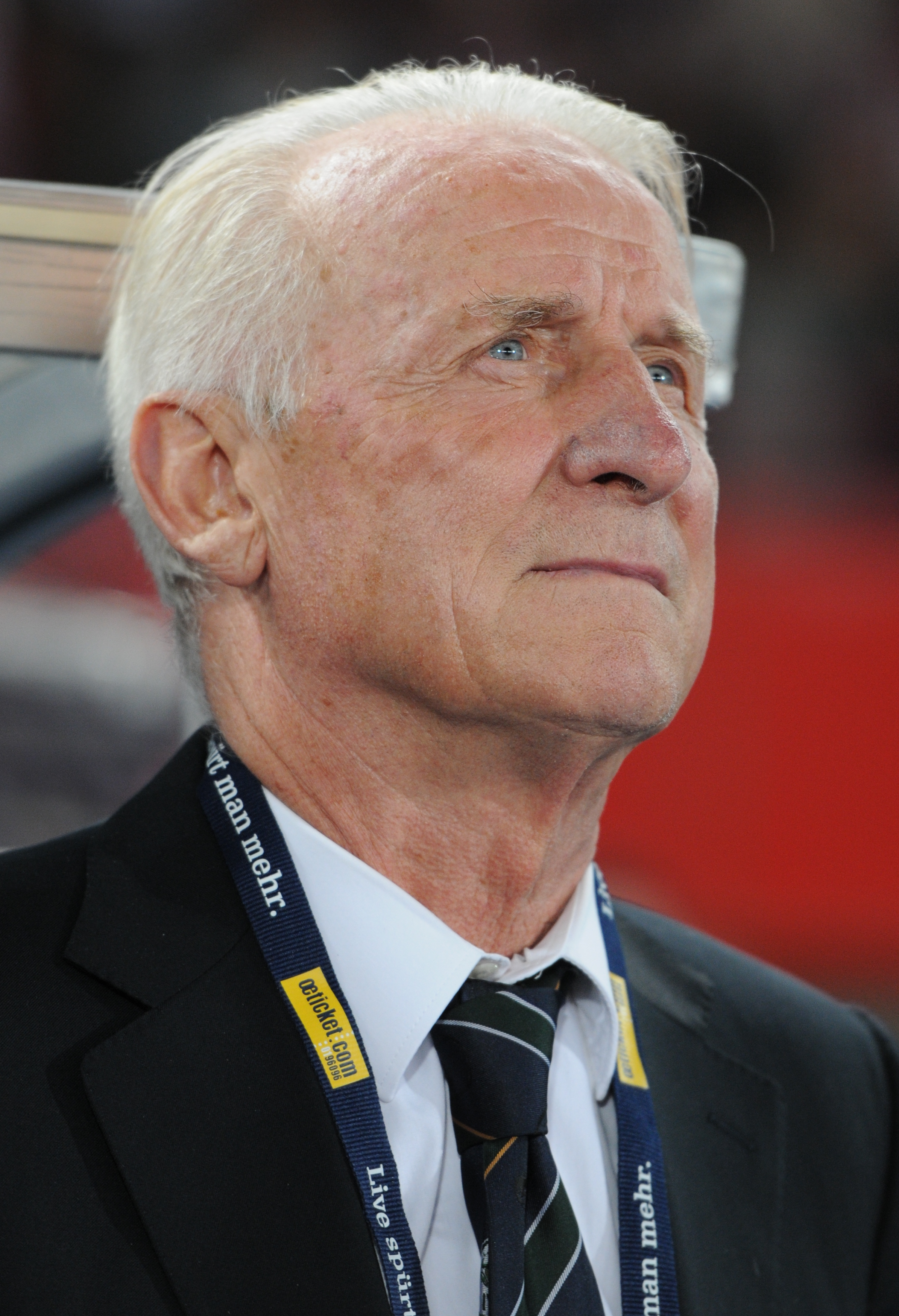
Giovanni Trapattoni
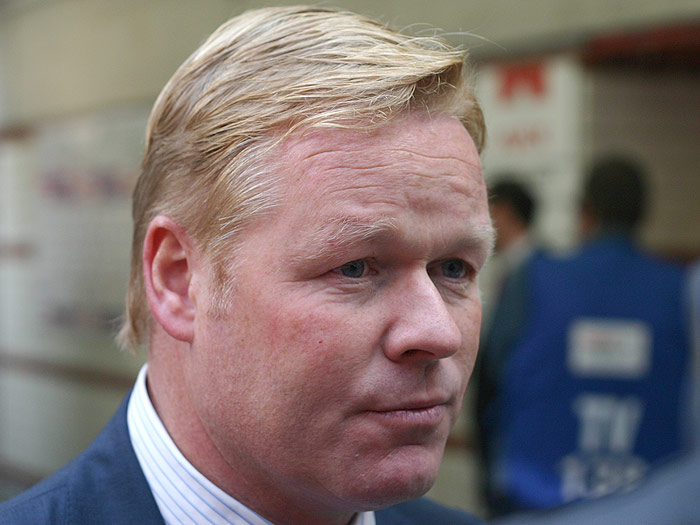
Ronald Koeman

### Ultra-Gruppierungen
Die Fußballabteilung von Benfica Lissabon hat drei Ultra-Gruppierungen, von denen eine offiziell anerkannt ist.

#### Diabos Vermelhos
Die Diabos Vermelhos haben sich 1982 gegründet und sind bis heute die offizielle Ultra-Gruppierung von SL Benfica. Zu Glanzzeiten hatten sie um die 6000 Mitglieder. Heute haben sie ca. 1500 Mitglieder, sie befinden sich in der nördlichen Kurve des Stadions.

#### No Name Boys
Die No Name Boys haben sich durch einen Streit unter den Diabos Vermelhos 1992 gegründet. Die No Name Boys hatten maximal etwa 5000 Mitglieder. 1996 zogen sich durch einen Todesfall beim Pokalspiel gegen Sporting Lissabon viele Mitglieder zurück. Heute haben sie ca. 2500 Mitglieder, welche sich während der Spiele in der südlichen Kurve des Stadions aufhalten.

#### Grupo Manks
Die Grupo Manks sind eine kleine Gruppe, die nur 30 Mitglieder hat. Über ihr Gründungsdatum gibt es keine genauen Aussagen, sie wurden im Jahr 1994 zum ersten Mal als „Grupo Manks“ im Stadion gesehen, geben jedoch 1996 als Gründungsjahr an. Bei den Spielen schließen sie sich den Diabos Vermelhos an und machen durch eine große Zaunfahne auf sich aufmerksam.

## Badminton
Im Badminton wurde Benfica von 1962 bis 1968 sowie 1972, 1973, 1976, 1977 und 1978 portugiesischer Mannschaftsmeister.

## Handball
Im Handball gewann Benfica bei den Männern sieben Meisterschaften in der Halle sowie eine auf dem Feld. Hinzu kommen vier Pokalsiege. International erreichte man das Finale im EHF Challenge Cup 2010/11, unterlag dort aber nach einem 27:27 im Hinspiel mit 27:31 beim RK Koper in Slowenien. In der EHF European League 2021/22 besiegte man im Finale den SC Magdeburg mit 40:39 nach Verlängerung.

### Erfolge
Männer
- Meister im Feldhandball der Männer: 1962
- Meister im Hallenhandball der Männer: 1962, 1975, 1982, 1983, 1989, 1990 und 2008
- Pokalsieger der Männer: 1985, 1986, 1987, 2011, 2016 und 2018
- EHF European League der Männer: 2022

Frauen
- Meister im Hallenhandball der Frauen: 1984, 1986, 1987, 1989, 1990, 1992, 1993, 2022, 2023, 2024 und 2025
- Pokalsieger der Frauen: 1985, 1986, 1987, 1988, 1989, 1992, 2022, 2023 und 2025

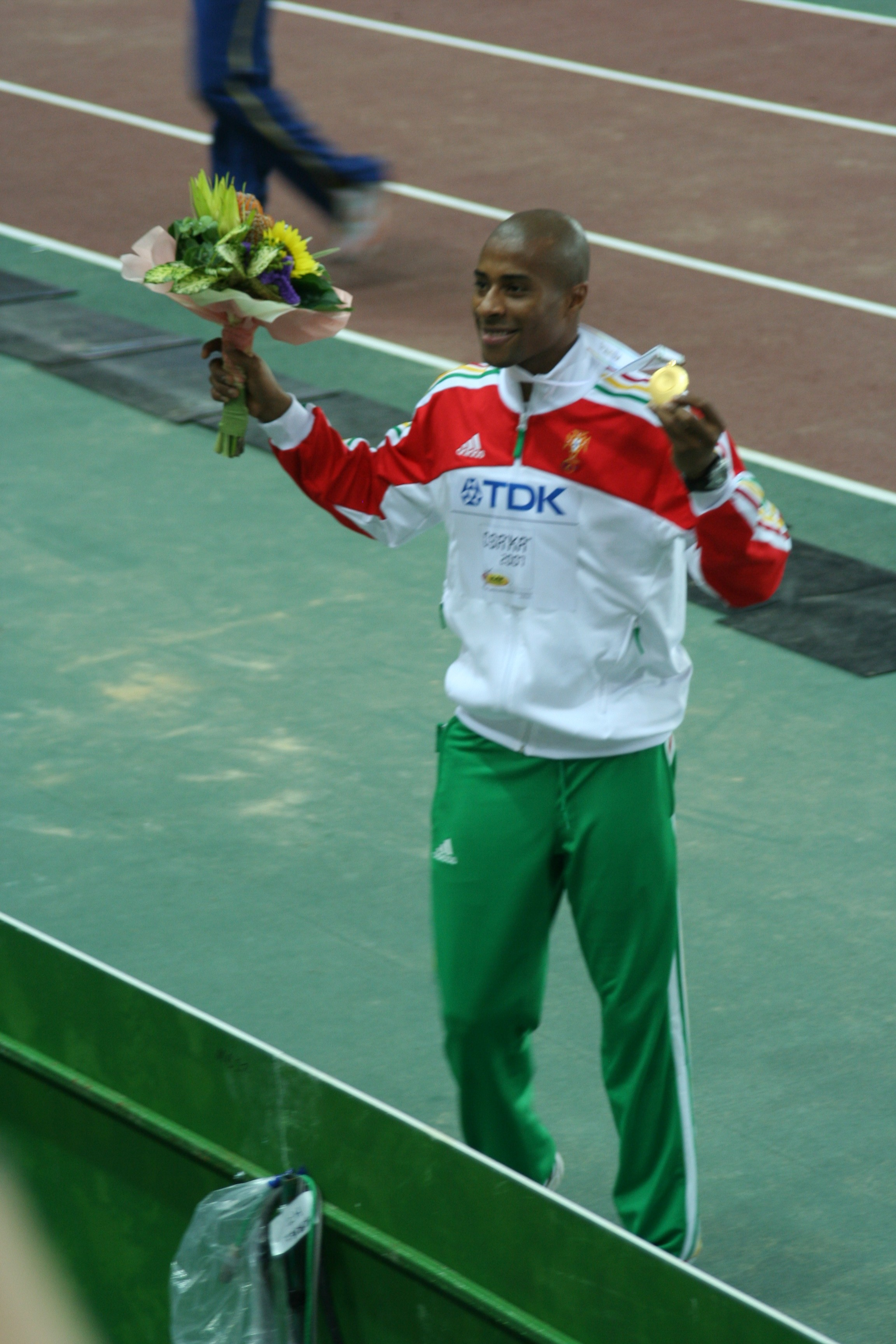
Nelson Évora mit seiner ersten Goldmedaille in Osaka 2007

## Leichtathletik
1984 gewann António Leitão die Bronzemedaille im 5000-Meter-Lauf bei den Olympischen Spielen in Los Angeles. 2007 gewann Nelson Évora Gold bei den Leichtathletik-Weltmeisterschaften in Osaka, 2008 bei den Olympischen Spielen in Peking gewannen Nélson Évora und Ángel Di María Gold, Vanessa Fernandes holte Silber. Agate de Sousa erreichte bei der EM 2024 in Rom Bronze.

## Radsport

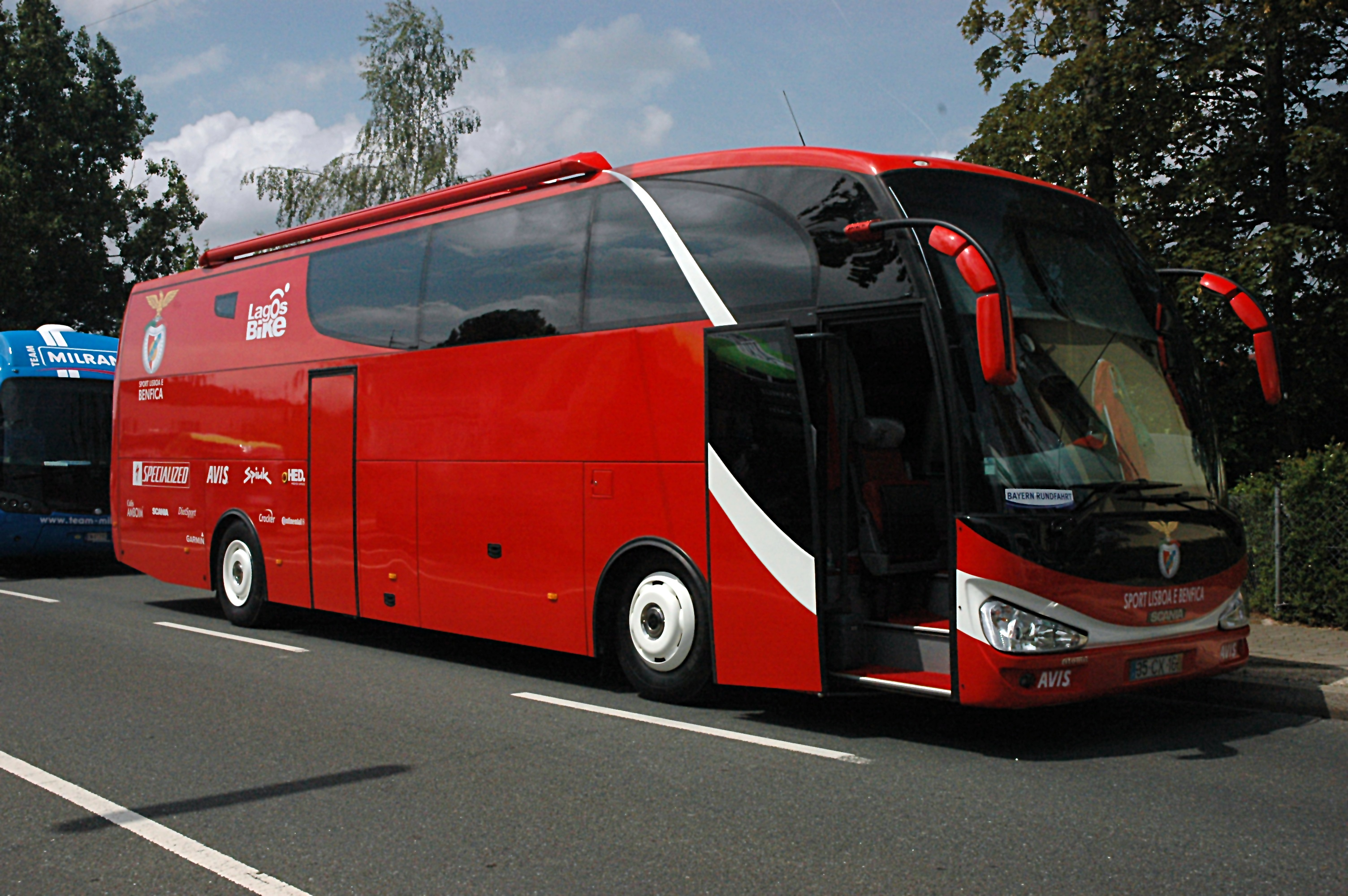
Teambus des Benfica-Radsport-Teams bei der Bayern-Rundfahrt 2007

Radsport war die zweite Abteilung, die im Club eingeführt wurde. Sie ist auch, mit Fußball zusammen, die einzige, die im Vereinslogo integriert ist. Die Abteilung war zum ersten Mal zwischen 1906 und 1941 aktiv. Danach nochmals von 1947 bis 1978 und 1999 und 2000. Man feierte große nationale Erfolge, so wurde die Portugal-Rundfahrt insgesamt neunmal gewonnen. Zuletzt siegte der Spanier David Plaza 1999. In diesem Jahr nahm das Team auch an der Vuelta a España teil. 2006 wurde beschlossen, dass die Abteilung ab 2007 wieder aktiv wird. Es nahm als Professional Continental Team die neue Saison 2007 in Angriff. Ende der Saison 2008 löste sich die Mannschaft nach erfolgloser Sponsorensuche auf.
Der Kopf der Abteilung war der ehemalige Fahrer Orlando Rodrigues. Für die Radsportabteilung gewann José Maria Nicolau zweimal die Volta a Portugal.

## Volleyball
Die Volleyballer standen 2015 im Finale des europäischen Challenge Cups.

### Erfolge
- 7 × Portugal Meister – 1981, 1991, 2005, 2013, 2014, 2015 und 2017
- 17 × Pokal-Sieger – 1966, 1974, 1975, 1976, 1978, 1979, 1980, 1990, 1992, 2005, 2006, 2007, 2011, 2012, 2015, 2016 und 2018
- 8 × Super-Pokal-Sieger – 1990, 2011, 2012, 2013, 2014, 2015, 2016 und 2018